# Єгипет
Єги́пет (араб. مصر Міср [misˤɾ], масрі مصر Маср [ˈmɑsˤɾ], копт. Ⲭⲏⲙⲓ [kʰēmi]), офіційна назва Ара́бська Респу́бліка Єги́пет (араб. جمهورية مصر العربية Джумхуріят Міср аль-Арабія, масрі جمهورية مصر العربية Гумхурія Маср иль-Арабія) — трансконтинентальна держава, яка охоплює північно-східний кут Африки та південно-західний кут Азії, які з'єднані сухопутним мостом, утвореним Синайським півостровом. Єгипет — середземноморська країна, яка межує з сектором Гази (Палестина) та Ізраїлем на північному сході, Акабською затокою та Червоним морем на сході, Суданом на півдні та Лівією на заході. Через Акабську затоку лежить Йорданія, через Червоне море лежить Саудівська Аравія, а через Середземномор'я розташовані Греція, Туреччина та Кіпр, хоча жодна з цих країн не має сухопутного кордону з Єгиптом.
Площа країни становить 997 690 км² (29-те місце у світі), з яких 59 202 км² — в Азії. Столиця — місто Каїр, найбільше місто Близького Сходу і Північної Африки. Державний устрій — змішана республіка.
З XVI століття до початку XX століття Єгипет знаходився під контролем іноземних імперій: Османської та Британської. Сучасний Єгипет датується 1922 роком, коли він отримав номінальну незалежність від Британської імперії як монархії. Однак британська військова окупація Єгипту тривала, і багато єгиптян вважали, що монархія є знаряддям британського колоніалізму. Після революції 1952 року Єгипет вислав британських військових і чиновників з країни, чим припинив британську окупацію, націоналізував Суецький канал, який знаходився до цього моменту під британським контролем, вислав короля Фарука та його родину та зрештою проголосив себе республікою. У 1958 році країна об'єдналася із Сирією, утворивши Об'єднану Арабську Республіку, яка згодом розпалася у 1961 році. Протягом другої половини XX століття Єгипет переживав соціальні та релігійні чвари та політичну нестабільність, беручи участь у кількох збройних конфліктах з Ізраїлем у 1948, 1956, 1967 і 1973 роках, періодично окуповуючи Сектор Гази до 1967 року. У 1978 році Єгипет підписав Кемп-Девідські угоди, офіційно вивів свої війська із Сектору Гази та визнав Ізраїль як самостійну та суверенну державу. Країна й надалі продовжувала стикатися з викликами, починаючи політичними заворушеннями (включаючи недавню революцію 2011 року та її наслідки) і закінчуючи проблемами з тероризмом та економічною слабкістю. Нинішній уряд Єгипту — змішана республіка на чолі з президентом Абделем Фаттахом ас-Сісі, якого часто характеризують, як авторитарного правителя.
Єгипет має одну з найдавніших історій у світі, яка починається ще у IV тисячолітті до нашої ери. Вважаючись колискою цивілізації, Стародавній Єгипет був одним із перших центрів ранньої писемності, сільського господарства, урбанізації, організованої релігії та центрального уряду. Знакові пам'ятки, як-от Некрополь Гізи та Великий Сфінкс, а також руїни Мемфіса, Фіви (сучасний Луксор), Карнакський храм та гробниці Долини Царів відображають цю спадщину і продовжують викликати значний інтерес з боку наукової спільноти та громадськості. Довга і багата культурна спадщина Єгипту є невід'ємною частиною його національної ідентичності, яка зазнавала різноманітних іноземних впливів, включаючи: грецький, перський, римський, арабський, османський турецький і нубійський. Єгипет був раннім і важливим центром християнства, але значною мірою був ісламізований у VII столітті і дотепер залишається переважно мусульманською країною, хоча зі значною християнською меншиною.
Іслам є офіційною релігією Єгипту, а арабська — його офіційною мовою. З понад 100 мільйонами жителів, Єгипет — найбільш населена країна Північної Африки, Близького Сходу та Арабського світу, третя за чисельністю населення в Африці (після Нігерії та Ефіопії) та чотирнадцята за чисельністю населення у світі. Переважна більшість населення країни мешкає біля берегів річки Ніл, площею близько 40 000 км², де знаходиться орна земля. Великі райони пустелі Сахара, які складають більшу частину території Єгипту, є малонаселеними. Близько половини жителів Єгипту живуть у міських районах, більшість яких розповсюджена у густонаселених центрах великого Каїру, Александрії та інших великих міст дельти Нілу.
Єгипет вважається регіональною потугою в Північній Африці, на Близькому Сході та в мусульманському світі, а також середньою потугою у світі. Економіка цієї держави є однією з найбільших та найдиверсифікованіших економік на Близькому Сході, яка, за деякими прогнозами, стане однією з найбільших у світі в XXI столітті. Єгипет має 3-тю за величиною економіку Африки та 40-ву у світі — за номінальним ВВП. Єгипет — член-засновник: Організації Об'єднаних Націй, Руху неприєднання, Ліги арабських держав, Африканського союзу та Організації ісламського співробітництва

## Етимологія
Українське слово «Єгипет» іде від давньоруського Егѵпьтъ/Егѵпетъ, і походить від давньогрецького слова Αἴγυπτος (МФА: /ǎi̯ɡyptos/ (5 століт. д.н.е, Аттика)). Прикметник Αἰγύπτιος (/ai̯ɡýptios/), — єгиптянин, був запозичений до коптської мови як Ⲅⲩⲡⲧⲓⲟⲥ (/ˈɡuptiːos/), а звідти — до арабської як «кубті», з якого утворилося «قبط» (/qubtˤ/) — українське «копт».
Стародавні єгиптяни називали свою країну «Кемет» /kɛmɛt/ (сучасна єгиптологія), або «Кумат» /ˈkuːmat/ (давньоєгипетська), «Кумаʔ» /ˈkuːmaʔ/ (середньоєгипетська) — «𓆎𓅓𓏏𓊖», km.t, — тобто, «Чорноземна» або «Чорна». Ця назва походила від кольору родючих ґрунтів у нижньому басейні річки Ніл, основної життєдайної артерії Єгипту. Слово протиставлялося терміну «Дешрет» dšṛt /dɛʃrɛt/ (сучасна єгиптологія), /ˈt'aʃɾat/ (давньоєгипетська) — «Червонозем'я», що позначало піщану пустелю, місце смерті.
Після ісламського завоювання Єгипту країну стали називати арабською: «Міср» (араб. مِصر, Miṣr, [mi̠sˤr], єгипетсько-арабська вимова: Меср, [mesˤɾ]). Початково у семітських мовах це слово означало «метрополію» або «місто», проте в арабський період змінилося на двозначне: «країна» або «околиця». У класичній коранічній арабській, а також офіційній назві сучасного Єгипту це слово вимовляється як «Маср» (єгип.-араб.:مَصر, Maṣr, [mɑsˤɾ]).

## Географія

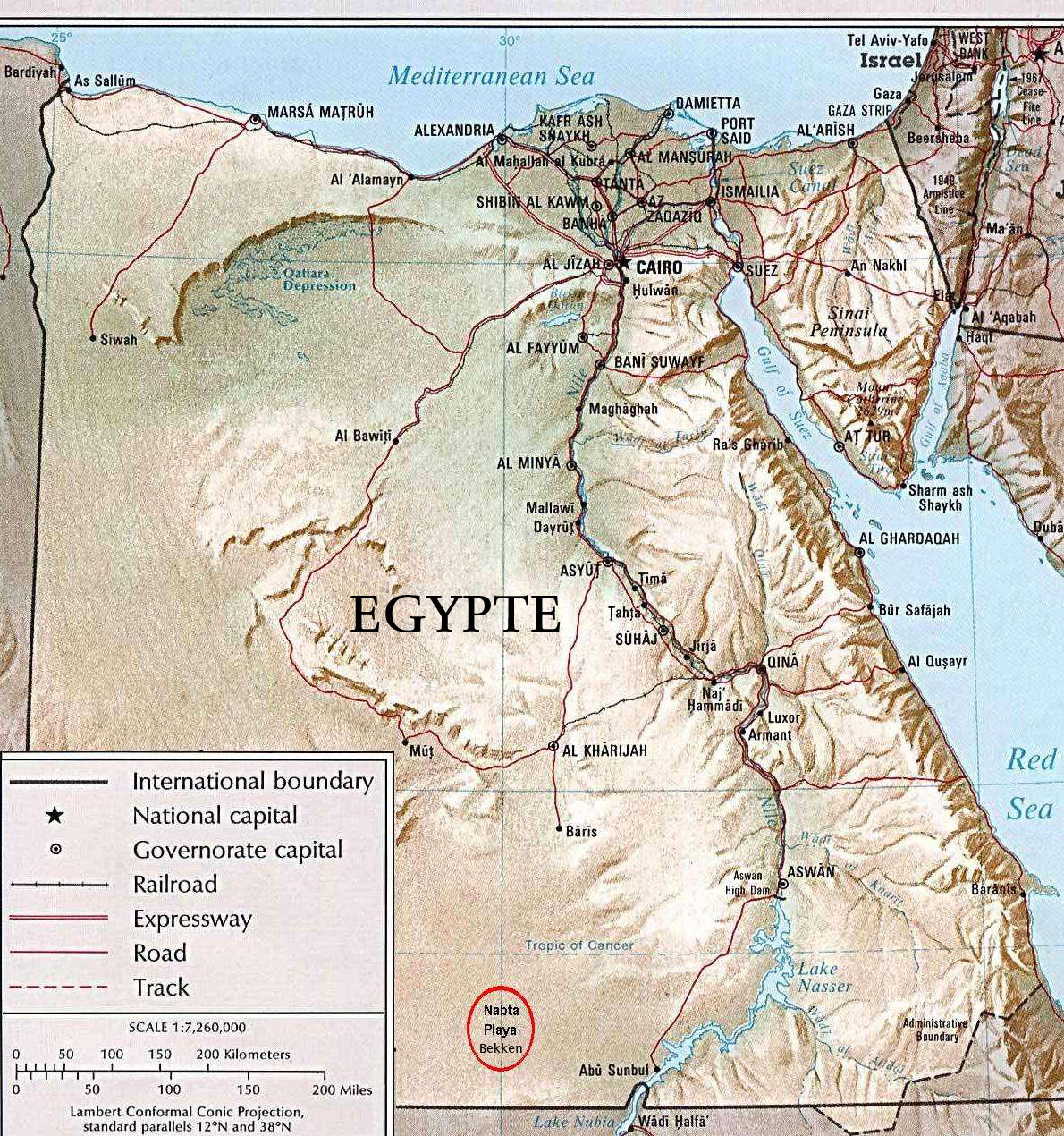
Загальна мапа Єгипту

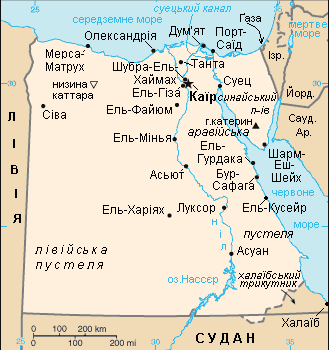

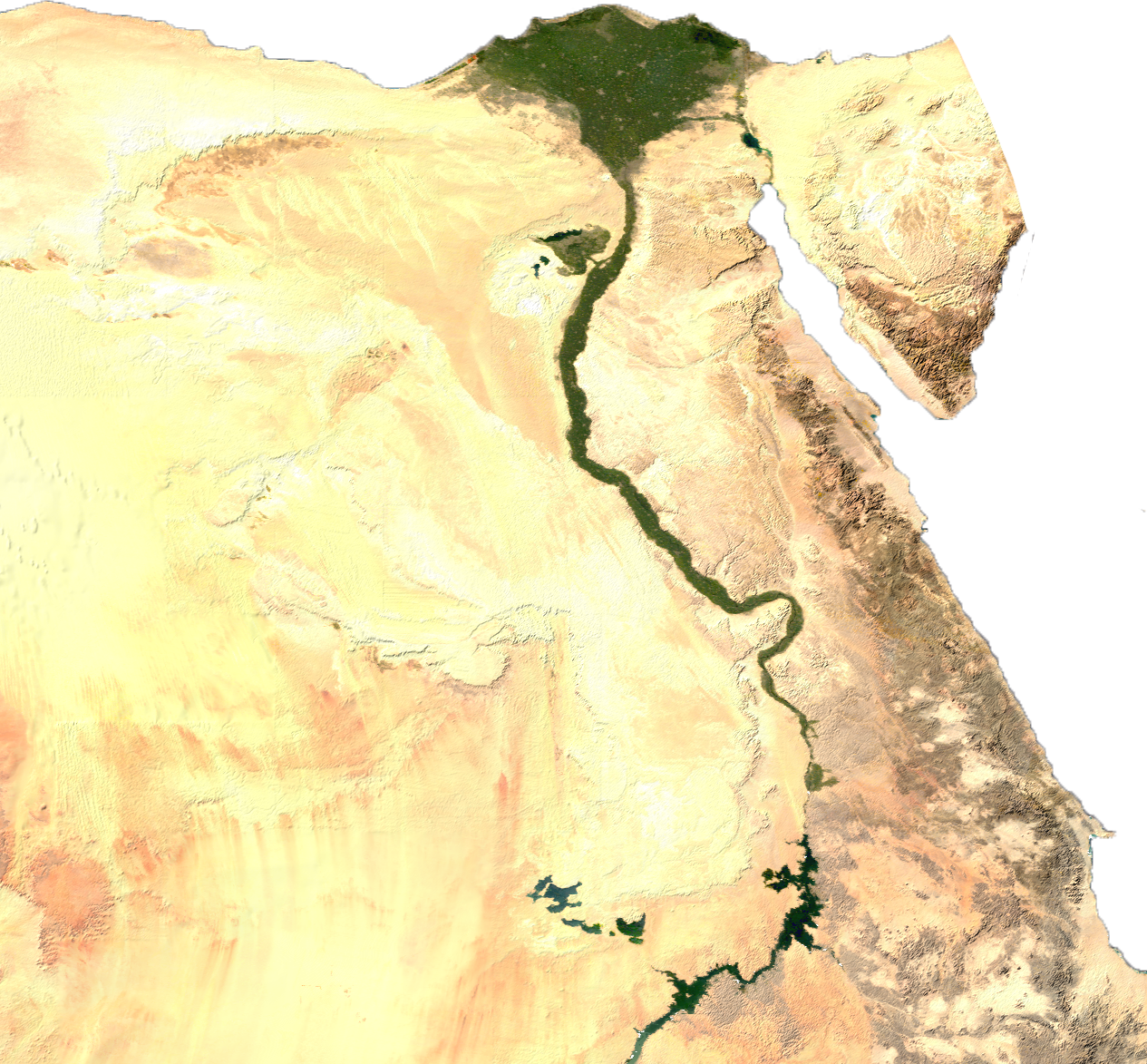
Супутникова мапа

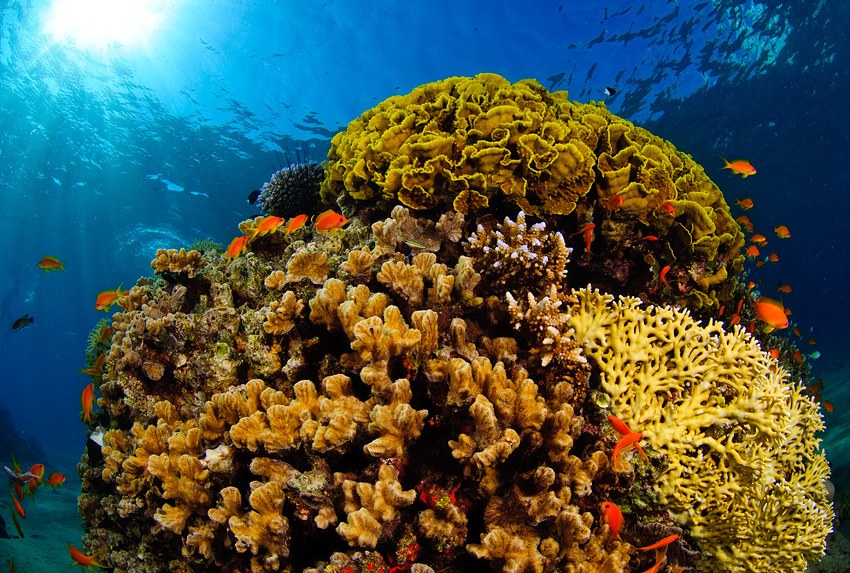
Кораловий риф у Червоному морі

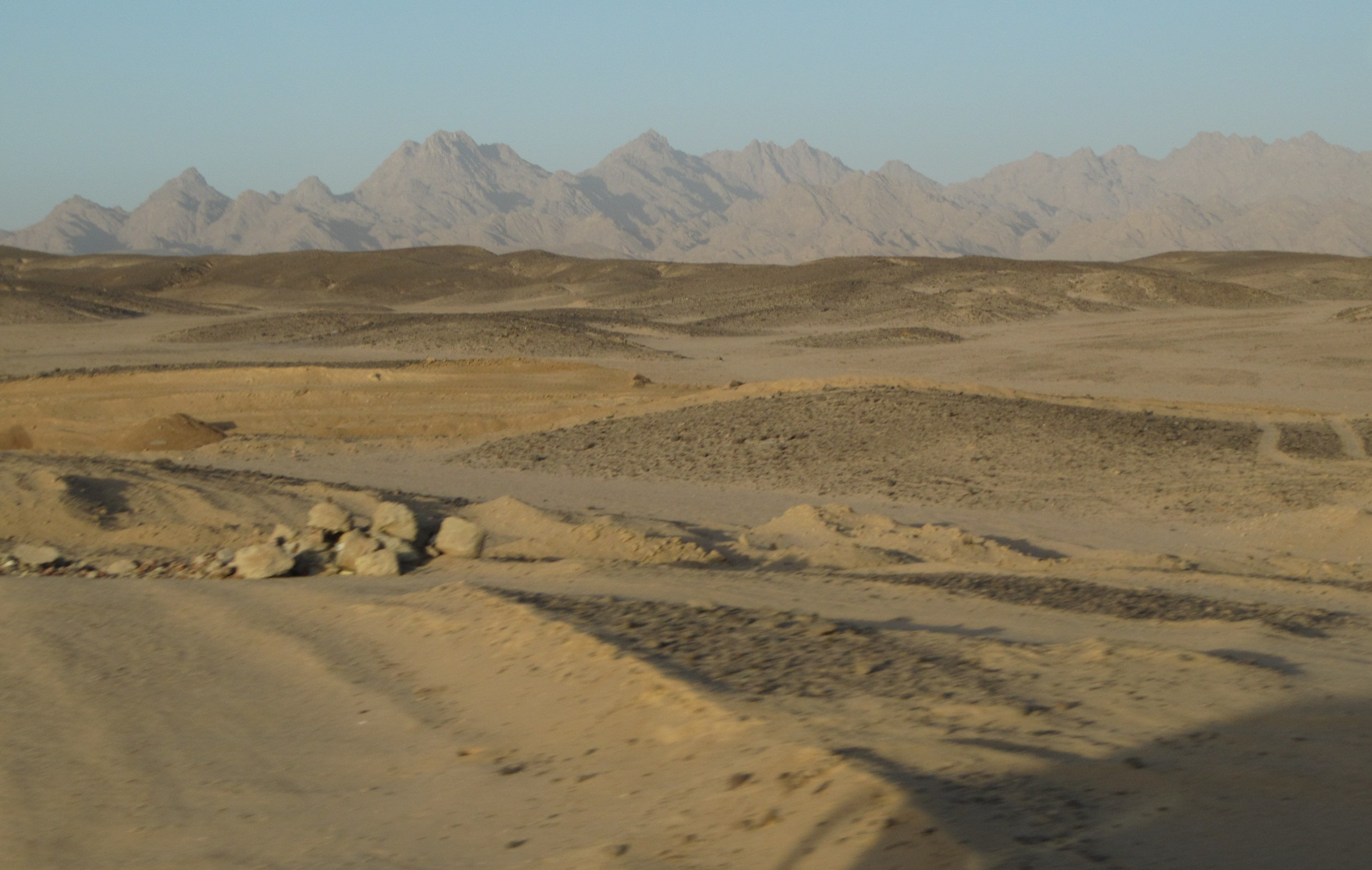
Пустеля біля Хургади

Держава знаходиться на сході Північної Африки, займає частину Азії (півострів Синай), територія країни простягається з півночі на південь на 1240 км, а із заходу на схід — на 1086 км. На заході межує з Лівією (спільний кордон — 1050 км); на сході — з Ізраїлем (110 км, разом із сектором Газа Палестини); на півдні — з Суданом (1150 км). На півночі омивається водами Середземного моря Атлантичного океану (берегова лінія завдовжки 995 км), а на сході — Червоного моря Індійського океану (1941 км). Важливу роль Єгипту в геополітиці пов'язують із його стратегічним положенням трансконтинентальної нації, оскільки вони володіють «політико-економічним мостом» (Суецький перешийок) між країнами Африки та Азії, які, своєю чергою, проходять по судноплавних водних шляхах (Суецький канал), що сполучає Середземне море з Індійським океаном через Червоне море.
Єгипет займає площу 1 001 450 км² і є 30 країною у світі за територією. Це така ж сама за площею країна, як і всі Центрально Американські країни, разом узяті, і вдвічі більша, ніж Іспанія, та в чотири рази перевищує розміри Великої Британії.
Проте, у зв'язку з посушливим кліматом Єгипту (95 % країни вкрито пустелями), населення сконцентровано у вузькій долині Нілу і його дельті, та частково на узбережжі Червоного моря, Синаю й навколо Суецького каналу. Приблизно 95 % населення використовує лише близько 5,5 % від загальної земельної площі цієї країни.

### Геологія
Територія Єгипту розташована в північно-східній частині Африканської платформи, у межах якої виділяються Нубійсько-Аравійський щит, Лівійсько-Єгипетська плита, Північно-Синайська складчаста зона (Сирійська дуга), Східно-Середземноморський перикратонний прогин і рифтові западини Червоного моря, Суецької затоки і затоки Акаба.
У будові Нубійсько-Аравійського щита беруть участь три комплекси:
- 1 — архейсько-нижньопротерозойський, сланцево-гнейсовий та амфіболітовий;
- 2 — нижньо-середньорифейський зеленосланцевий вулканогенно-осадовий;
- 3 — пізньорифейсько-вендський вулканогенно-осадовий.

Лівійсько-Єгипетська плита характеризується гетерогенною блоковою будовою, у якій виділяються великі конседиментаційні структури типу синекліз, лінійних западин, валоподібних піднять і склепінь. Потужність платформного чохла 8000—10000 м. З рифтовими западинами Червоного моря і Суецької затоки, які сформувалися в неоген-четвертинну добу і виконані потужною (понад 6000 м) евапоритовою товщею, пов'язані також значні поклади викопних ресурсів Єгипту.
У надрах Єгипту зосереджений ряд корисних копалин, особливо, значні запаси вуглеводневої сировини. Нафтові родовища розташовані, головним чином у рифтових западинах Червоного моря і Суецької затоки і в північній околиці Лівійської пустелі (западини Каттара та Сива і в меншій мірі інші північно-західні райони). У межах деяких нафтоносних горизонтів, а також у дельтовій області розвідані родовища природного газу. Поклади кам'яного вугілля зосереджені у Фаюмській западині і на півночі Синайського півострова. Основним рудоносним районом країни є гори Етбай (родовища урану, титану, міді, олова, золота, молібдену, ніобію, вольфраму). На Синайському півострові розвідані значні запаси марганцю. Є великі родовища фосфоритів (узбережжя Червоного моря, долина Нілу, оаза Харга). У Єгипті зосереджені істотні запаси цементної сировини (вапняки, глини, мергелі). Всесвітньою популярністю користуються Асуанські граніти та інші будівельні матеріали. У дельті Нілу розробляються запаси кухонної і кам'яної солі, соди, гіпсу, титану та інших корисних копалин. У надрах Єгипту розвідані промислові запаси азбесту, бариту, тальку, плавикового шпату.

### Рельєф

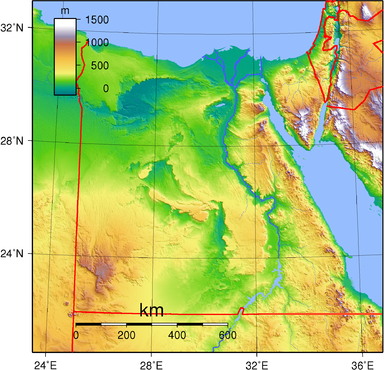
Орографічна карта Єгипту

Більшу частину території Єгипту займають плато з висотами 300—1000 м (плато Лівійської, Аравійської і Нубійської пустель), які поступово підвищуються на сході до 2200 м і обриваються до Червоного моря і Суецької затоки. Невисокі гори трохи більше 2000 м над рівнем моря, де знаходиться найвища точка країни гора Святої Катерини (2642 м), розташовані на півдні Синайського півострова. У північній частині Лівійської пустелі розвинені великі безстічні западини еолового походження — Каттара (−133 м), Ель-Фаюм (−43 м) і Сіва (−17 м).
Поряд із долиною Нілу більшість краєвиду Єгипту це пустеля. Вітри можуть створювати піщані дюни, заввишки понад 30 м. Територія Єгипту охоплює частину пустелі Сахари і Лівійської пустелі. Ці пустелі стали називати «Червона земля», ще за часів стародавнього Єгипту і вони захищали Королівства фараонів від західної кочівної загрози.
Більша частина Єгипту розташована на околиці стародавньої Африканської платформи, не сильно збуреної складкоутвореннями, тому рельєф країни в основному рівнинний. Виділяються обширні плато Лівійської пустелі (займає близько 60 % території країни) на захід від Нілу, плато Аравійської пустелі на сході, витягнуте з півночі на південь між долиною Нілу і Червоним морем, а на крайньому південному сході — північна периферія — плато Нубійської пустелі. Невисокі гори (понад 2000 м над рівнем моря), над якими вирізняється найвища точка країни — гора Святої Катерини (2642 м), розташовані на півдні Синайського півострова, а середньовисотний гірський хребет гір Етбай (понад 1000 м над рівнем моря) простягнувся вздовж усього узбережжя Червоного моря (найвищі вершини Шаїб-ель-Банат — 2187 м і Хамата — 1977 м). Плато Лівійської і Аравійської пустель розділені долиною Нілу.
Плато Лівійської пустелі, складене пісковиками і вапняками, має абсолютні висоти близько 100 м на півночі і до 600 м на півдні. У його межах розташовані кілька западин. Найпівнічніша і найбільша з них Каттара (площею близько 19 тис. км²) має абсолютні відмітки до 133 м нижче рівня моря і зайнята солончаками. На захід від неї знаходиться солончакова западина Сива, на схід — западина Фаюм, а в південно-східному напрямку простягаються Бахарія, Фарафра, Дахла, Харга. У всіх западинах розвиваються оази, у яких процвітає землеробство. У цьому спекотному районі характерні пустелі наступних типів: кам'янисті (гамади), галькові (регі), піщано-галькові (серіри), піщані (ерги) і солончакові (себх). Значну площу на заході займає велика піщана пустеля з чітко вираженим ніздрюватим рельєфом, де піщані поздовжні пасма з'єднані піщаними перемичками. Гамади і регі, що утворилися в результаті вивітрювання корінних порід, домінують на півночі і сході. Правда, там само зустрічаються довгі пасма дюн, серед яких особливо виділяється Абу-Мухаррік протяжністю близько 650 км. Лівійська пустеля практично безводна, виходи ґрунтових вод на поверхню є лише в оазах.

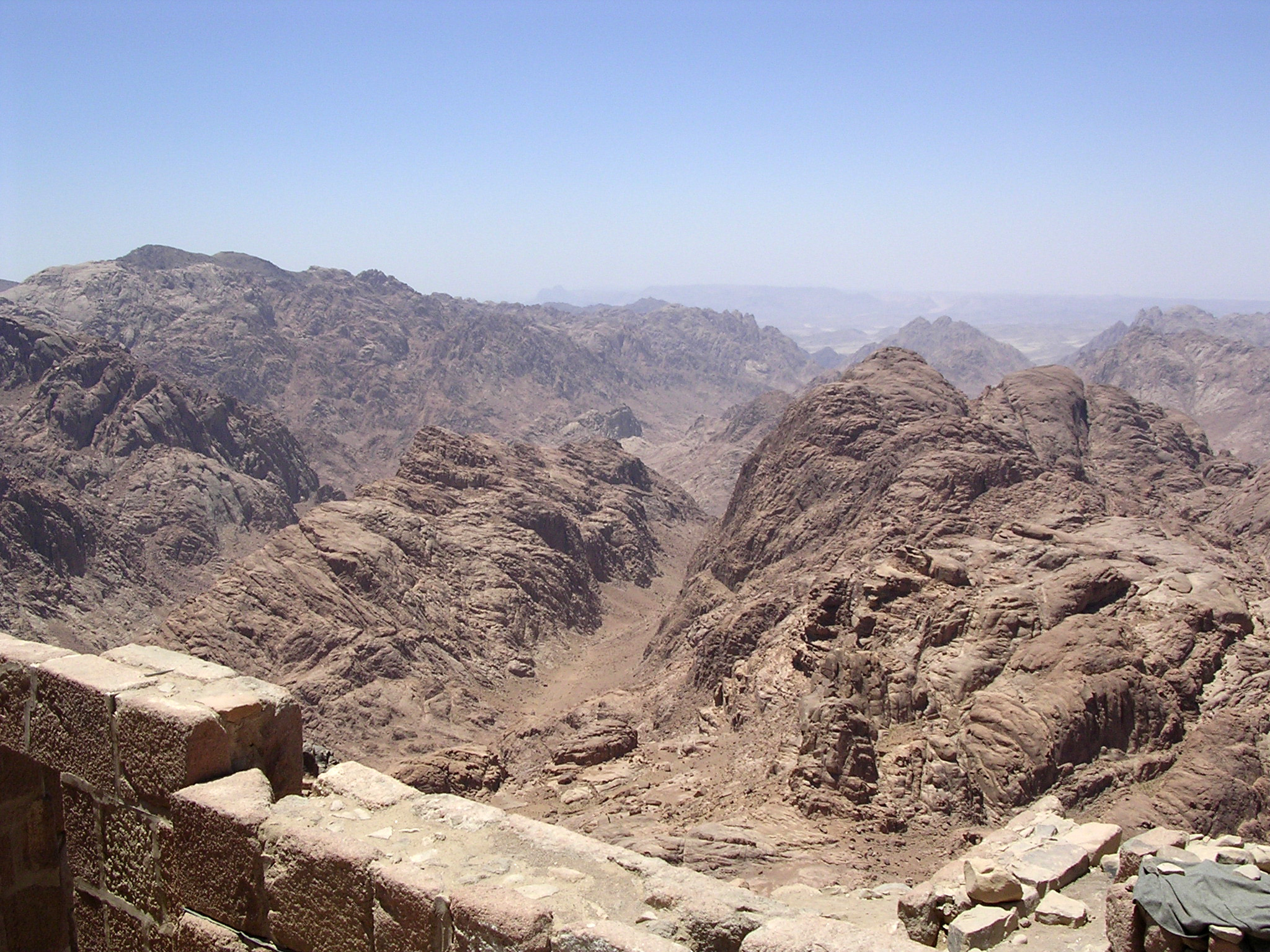
Вид з Синаю

Плато Аравійської пустелі складено древніми кристалічними породами, що виходять на поверхню на сході в горах Етбай і перекриваються на заході потужною товщею вапняків та пісковиків. Воно займає висотне положення від 500 до 1000 м над рівнем моря, та має ухил у напрямку до долини Нілу і сильно розчленоване сухими руслами річок («вади»). Тут, переважно, поширені пустелі типу гамад. Аналогічну будову має Нубійське плато з висотами від 350 м на заході до 1000 м на сході. Його досить рівна поверхня порушується невеликими групами гір заввишки від 1350 м. Плато доволі густо порізане численними «ваді».
У межах Синайського півострова поширюється з півдня на північ найбільш піднесений у країні гранітний масив (з окремими вершинами більш як 2500 м над рівнем моря), вапнякове плато Ель-Ігма (менше 2000 м над рівнем моря) і пісковикове плато Ет-Тіх (заввишки від 1850 до 500 м над рівнем моря). Тут також розвинена мережа «ваді», яким у зимовий період характерна наявність водних потоків, що пересихають здебільшого в спекотний літній період. На Синайському півострові присутні значні площі поверхневих вод, що створює перспективу розвитку цього регіону.

### Клімат

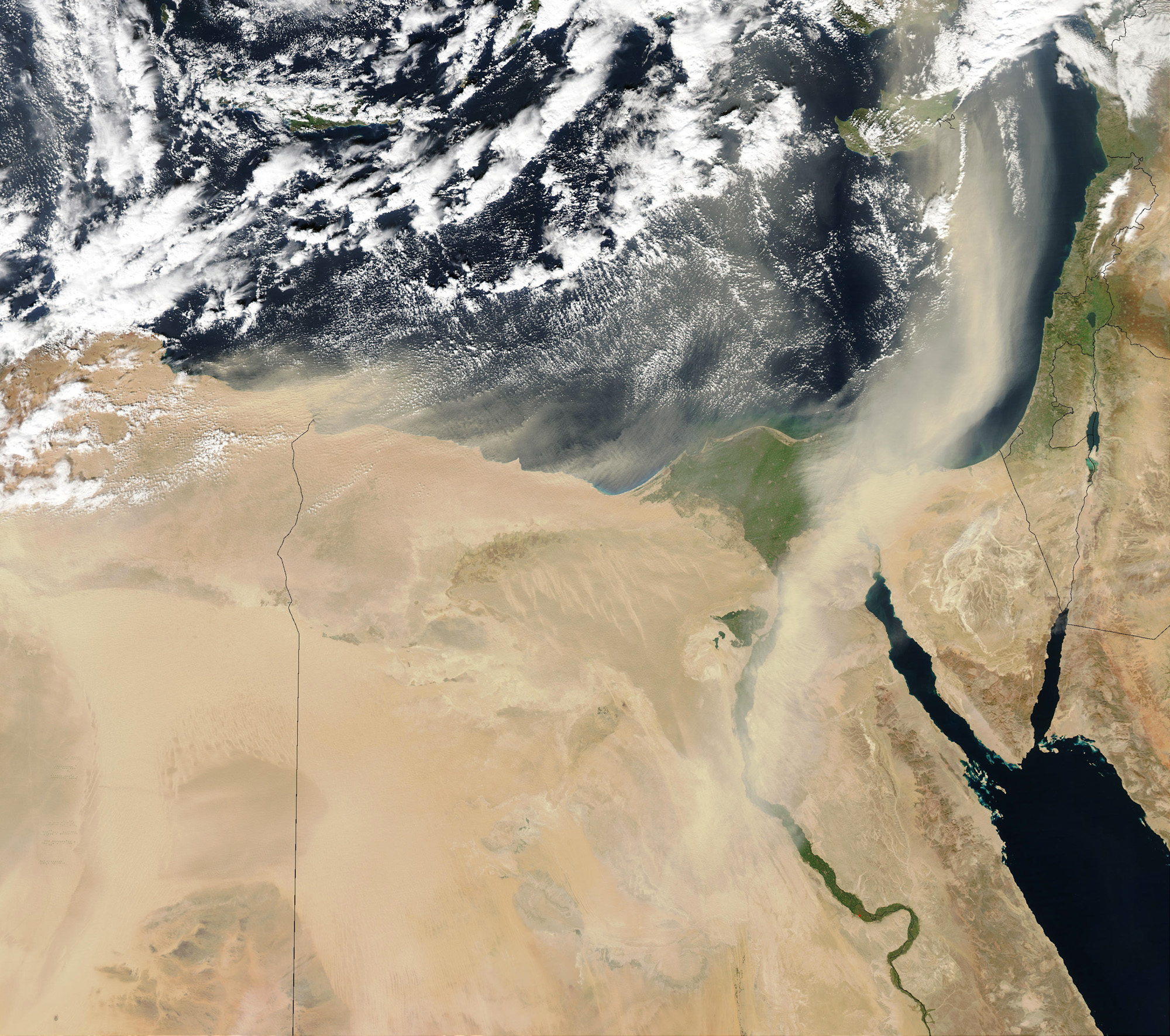
Хамсин — погляд із космосу

Клімат Єгипту: на півночі — субтропічний, на іншій території — тропічний. Але на більшій частині Єгипту клімат тропічний континентальний пустельний із різкими добовими коливаннями температури. У пустелях денні температури можуть досягати 50 °С, а вночі опуститися до 10—0 °С.
Єгипет дуже бідна на опади територія земної кулі, адже на південь від Каїру, кількість опадів, взагалі, становить лише від 2 до 5 мм на рік (а в деяких районах бездощів'я триває по кілька років). Тільки дуже тонка смуга північного узбережжя країни отримує достатню кількість опадів і ця кількість може досягати 410 мм. Найбільш вологий та багатий дощами зимовий період — з жовтня по березень. У цей же період подекуди спостерігається випадання снігу, здебільшого в горах Синаю, а деякі з північних прибережних міст (Дамієтти, Балтім, Сіді Бейррені і рідко в Александрії) піддаються морозам, які є частим явищем в основному для серединного Синаю і деяких місцин серединного Єгипту.
Середня температура влітку коливається від 27—32 °С і до 43 °С на узбережжі Червоного моря. Середня температура в зимовий період коливається від 13 до 21 °С, а в поодиноких гірських районах (здебільшого Синаю) опускається до нульової відмітки. Стійкий вітер з північного заходу допомагає утримувати помірну температуру поблизу узбережжя Середземного моря. Хамсин — вітер, який дме з півдня (пустелі Сахари) і спричиняє навесні піщані й пилові буревії по всій території Єгипту, а іноді і підвищує температуру в пустельних районах до більш ніж 38 °С, крім того, на територію Єгипту, щороку, вторгаються циклонні вітри Сірокко і Самум.

### Гідрографія

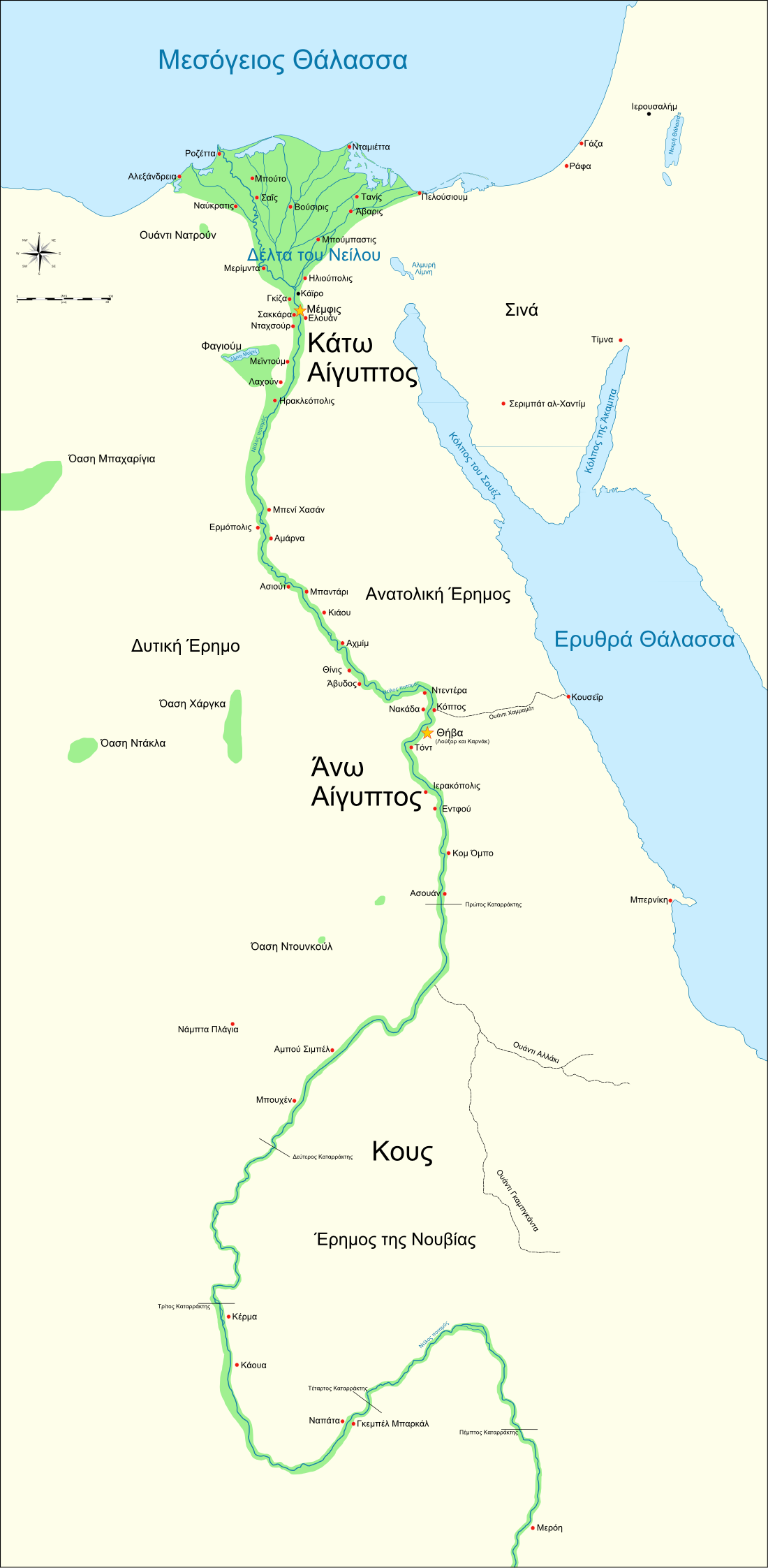
Ніл

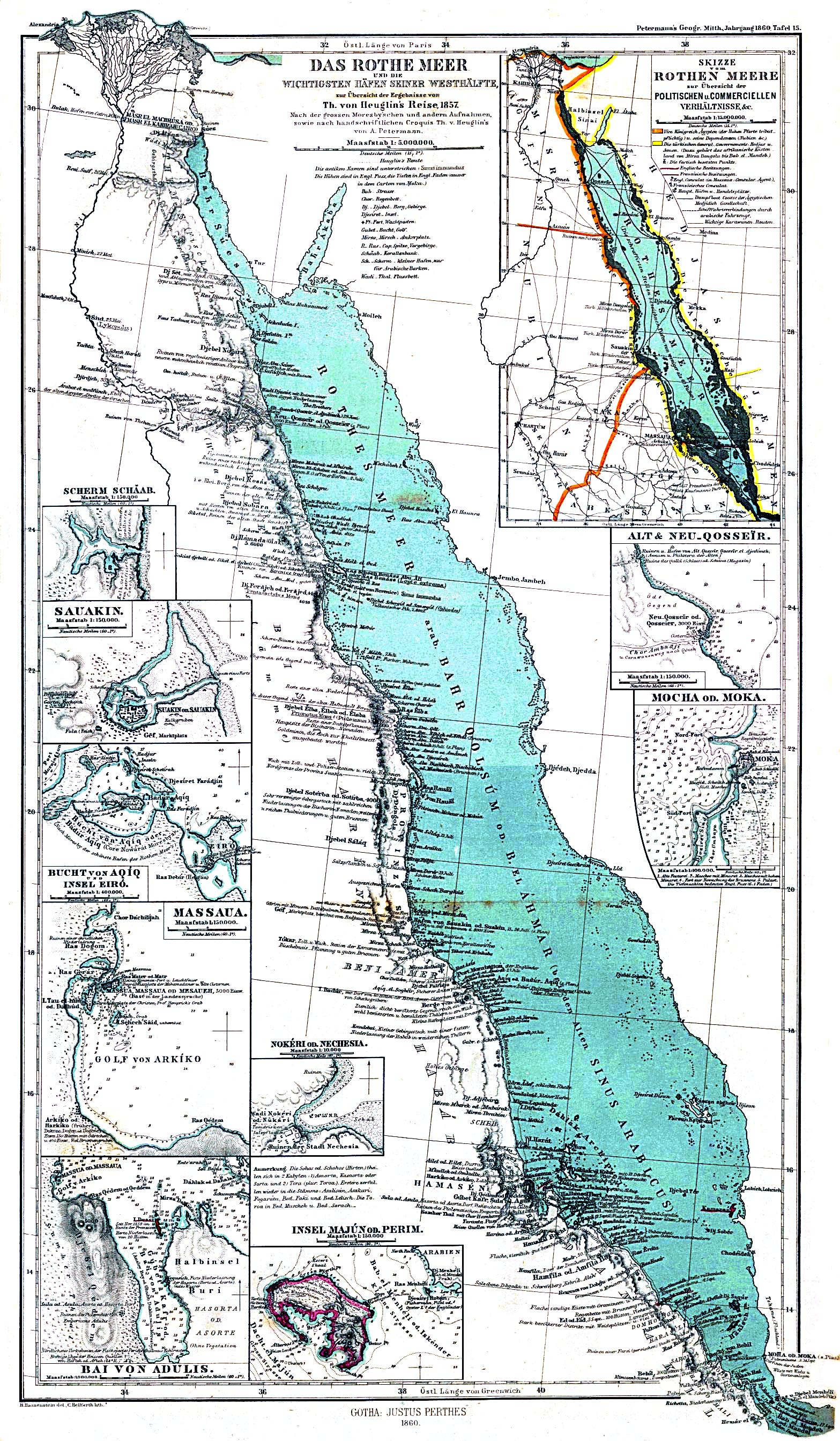
Карта узбережжя Червоного моря

Гідрографія Єгипту визначається передусім річкою Ніл — єдиним постійним водотоком країни.  Його довжина в межах країни становить приблизно 1500 км. Він протікає з півдня на північ, перетинаючи всю територію Єгипту й утворює широку дельту перед впадінням у Середземне море. У дельті річка розгалужується на численні рукави, зрошуючи родючі землі. Ніл — це основне джерело прісної води для країни, оскільки понад 95 % території Єгипту займають пустелі, де поверхневі води практично відсутні. Його води використовуються для зрошення, питного водопостачання, промисловості та енергетики. У верхній течії Нілу розташована Асуанська гребля з великим, одним із найбільших у світі штучним водосховищем — озером Насер. 
На півночі країни, переважно в дельті Нілу, знаходяться численні солоні й пересихаючі прибережні лагуни, зокрема озера Манзала, Бурулус, Ідку. В Аравійській пустелі та на Синайському півострові є низка тимчасових водотоків — ваді, які наповнюються водою лише після дощів. Оазиси в Лівійській пустелі (Сива, Бахарія, Фарафра тощо) живляться підземними водами,  де існують артезіанські джерела.

### Ґрунти й рослинний покрив
Багато районів Єгипту взагалі позбавлені ґрунтового покриву, особливо західні, де панують рухливі і напівзакріплені піски і кам'янисті поверхні. Там, де випадають дощі і є умови для зростання мізерної рослинності, формуються скелетні ґрунти. З найрозвиненіших типів ґрунтів виділяють такі: жовто-бурі пустельні, такироподібні сіроземи, такири, солончаки, середземноморські пустельні-степові, а в дельті Нілу — болотні і болотно-лугові. По берегах Нілу розвинені найбільш родючі алювіальні ґрунти.
Хоча Єгипет на 94 % складається з пустельних чи напівпустельних районів, тут все ще перебувають представники різноманітних екосистем, які адаптувалися до вкрай ворожих природних умов. Внаслідок аридних кліматичних умов велика частина Єгипту позбавлена природного рослинного покриву. Місцями в пустелях під час зимових дощів з'являються ефемери — маки, жовтці, іриси. До напівпустельної і пустельної тутешньої рослинності входять злаки, ксерофільні чагарники, акації. У Середземномор'ї флора багатша — ковила, верблюжа колючка, степова цибуля, астрагал, шипшина. У дельті Нілу і в його долині по берегах водойм виростає папірус, зустрічаються фінікові та інші види пальм, тамарикс, олеандр, сикомор (фігове дерево. Природна рослинність у долині Нілу і в оазах витісняється — зерновими, бавовною, плантаціями фінікової пальми.

### Тваринний світ
Незважаючи на пустельний характер більшої частини території країни, фауна Єгипту досить багата й представлена великою кількістю видів. Нижче наведена реальна кількість біологічних видів, що мешкають у Єгипті, саме таксони та їх кількість (по деяких, здебільшого фауні, ще йдуть дослідження та їх кількість зростатиме): 238 видів бактерій; 1,2 тис. видів грибів; 1,1 тис. видів водоростей, 337 видів не квіткових і 2 тис. видів квіткових рослин; 10 тис. видів комах, 4,7 тис. видів безхребетних, 754 види риб (з яких 85 прісноводні), 8 видів амфібій, 104 види рептилій, 470 видів птахів (150 з яких гніздяться), 108 видів ссавців (з яких 13 морських, а 22 є кажанами).
Найбільш різноманітна лише фауна птахів, як тих, що постійно в Єгипті гніздяться, так і мігруючих видів, що прилітають на зимівлю з Європи (лелеки, чаплі, пелікани, гуси, качки, фламінго, баклани. З хижих птахів тут ще водяться грифи, соколи, сарич, але через постійний наступ людської цивілізації, їх ареал розповсюдження постійно ущільнюється, що призводить до зменшення особин. Водночас Єгипет ще здавна був країною, де культивувалося скотарство. Селяни і по цей день розводять верблюдів, ослів, велику рогату худобу, овець і коней.
На відміну від тварин, у пустелях багато плазунів (це «рай» для їх видів) — різноманітні змії, єгипетська кобра, змія Клеопатри, піщані змії, ефа, гюрза; ящірки — варани, гекони, агам і велика популяція різних видів комах. Ну й звичайно, Ніл і без крокодила (хоча ще на початку XXI століття вважали, що він вже на грані винищення) — Нільський крокодил, тепер зберігся в озері Насера, та на деяких ділянках пониззя Нілу. Зі ссавців зустрічаються — шакал, гієна, лисиця, кабан, мангуст, кажани, дрібні гризуни (миші, піщані миші, тощо). У заповіднику Святої Катерини на Синайському півострові водиться піщана газель і синайський леопард, а в заповіднику Ваді-Рішраш (біля Каїра) під охороною знаходиться нубійський козоріг. Води Нілу багаті рибою — нільський окунь, тигрова риба, сом.

### Природні екосистеми
Майже вся країна підпадає під класифікацію тропічного-посушливого типу біома, єгипетську територію поділяють на 9 екорегіонів:
- Середземноморська формація — невеликий анклав середземноморського лісу, розташований на захід від дельти Нілу;
- Саванні луги, затоплені в дельті Нілу — у дельті і нижній течії Нілу;
- Північна, степова Сахара — на півночі країни;
- Пустелі і тропічні напівпустелі Червоного моря — на узбережжі Червоного моря і на Синайському півострові;
- Гори і пустелі північної Аравії і Синаю — та інші гірські райони;
- Червоне море і його узбережжя — прибережні пустелі на африканському узбережжі Червоного моря та саме узбережжя;
- Пониззя Сахари, оази та інші водно-болотні угіддя пустелі Сахари;
- Гірське скупчення — плато Тібесті та гори Увейнат на кордоні з Лівією і Суданом;
- Пустеля Сахара — всі інші пустельні частини країни.

### Охорона природи
Щоб зберегти, ті маленькі оази єгипетського біорізноманіття, керівництвом країни була прийнята програма по впровадженню природних заповідників та охоронних територій. Закон 102 від 1983 року, уповноважив прем'єр-міністра країни визначити певні області, які будуть оголошені заповідними, що охороняються. Указом прем'єр-міністра, визначаються межі кожної території, яка охороняється і встановлюються основні принципи управління та збереження її ресурсів. Двадцять чотири охоронні території було проголошено (єгиптяни їх, зазвичай, узагальнено називають (протекторат)):
| Назва                                                           | Засновано | Площа (км²) | Район розташування         | Номер указу            |
| --------------------------------------------------------------- | --------- | ----------- | -------------------------- | ---------------------- |
| Національний парк Рас-Мухаммад (Ras Mohamed National Park)      | 1983      | 850         | Південний Синай            | 1068/1983 і 2035/1996  |
| Заранік (протекторат) (Zaranik Protectorate)                    | 1985      | 230         | Північний Синай            | 1429/1985 і 3379/1996  |
| Аграш (протекторат) (Ahrash Protectorate)                       | 1985      | 8           | Північний Синай            | 1429/1985 і 3379/1996  |
| Ель Омаєд (протекторат) (El Omayed Protectorate)                | 1986      | 700         | Матруг                     | 671/1986 і 3276/1996   |
| Національний парк Ельба (Elba National Park)                    | 1986      | 35600       | Червоне море               | 450/1986 і 642/1995    |
| Сейлуґа і Ґхазал (протекторат) (Saluga and Ghazal Protectorate) | 1986      | 0,5         | Асуан                      | 928/1986               |
| Національний парк Свята Катрін (Santa Katrine National Park)    | 1988      | 5750        | Південний Синай            | 613/1988 і 940/1996    |
| Аштум Ель Ґаміль (протекторат) (Ashtum El Gamil Protectorate)   | 1988      | 180         | Порт-Саїд                  | 459/1988 and 2780/1998 |
| Озеро Каарум (протекторат) (Lake Qarun Protectorate)            | 1989      | 250         | Ель-Фаюм                   | 943/1989 і 2954/1997   |
| Ваді Ель Раян (протекторат) (Wadi El Rayan Protectorate)        | 1989      | 1225        | Ель-Фаюм                   | 943/1989 і 2954/1997   |
| Ваді Алакї (протекторат) (Wadi Alaqi Protectorate)              | 1989      | 30000       | Асуан                      | 945/1989 і 2378/1996   |
| Ваді Ель Ассуті (протекторат) (Wadi El Assuti Protectorate)     | 1989      | 35          | Ассуіт                     | 942/11989 і 710/1997   |
| Ель Гассан Дом (протекторат) (El Hassana Dome Protectorate)     | 1989      | 1           | Ґіза                       | 946/1989               |
| Ліс Петріфід (протекторат) (Petrified Forest Protectorate)      | 1989      | 7           | Аль-Кахіра                 | 944/1989               |
| Саннур Саве (протекторат) (Sannur Cave Protectorate)            | 1992      | 12          | Бені Суеф                  | 1204/1992 і 709/1997   |
| Набак (протекторат) (Nabaq Protectorate)                        | 1992      | 600         | Південний Синай            | 1511/1992 і 33/1996    |
| Абу Ґалум (протекторат) (Abu Galum Protectorate)                | 1992      | 500         | Південний Синай            | 1511/1992 і 33/1996    |
| Таба (протекторат) (Taba Protectorate)                          | 1998      | 3595        | Південний Синай            | 316/1998               |
| Озеро Буруллус (протекторат) (Lake Burullus Protectorate)       | 1998      | 460         | Кафр-ель-Шейх              | 1444/1998              |
| Нільські Острови протектора (Nile Islands Protectorates)        | 1998      | 160         | всі провінції навколо Нілу | 1969/1998              |
| Ваді Діґла (протекторат) (Wadi Digla Protectorate)              | 1999      | 60          | Аль-Кахіра                 | 47/1999 і 3057/1999    |
| Сіва (протекторат) (Siwa)                                       | 2002      | 7800        | Матруг                     | 1219/2002              |
| Уайт Десерт (протекторат) (White Desert)                        | 2002      | 3010        | Ель-Ваді Ель Жедід         | 1220/2002              |
| Ваді Ель Ґемаль (протекторат) (Wadi El Gemal) — Hamata          | 2003      | 7450        | Червоне море               | 143/2003               |

## Історія

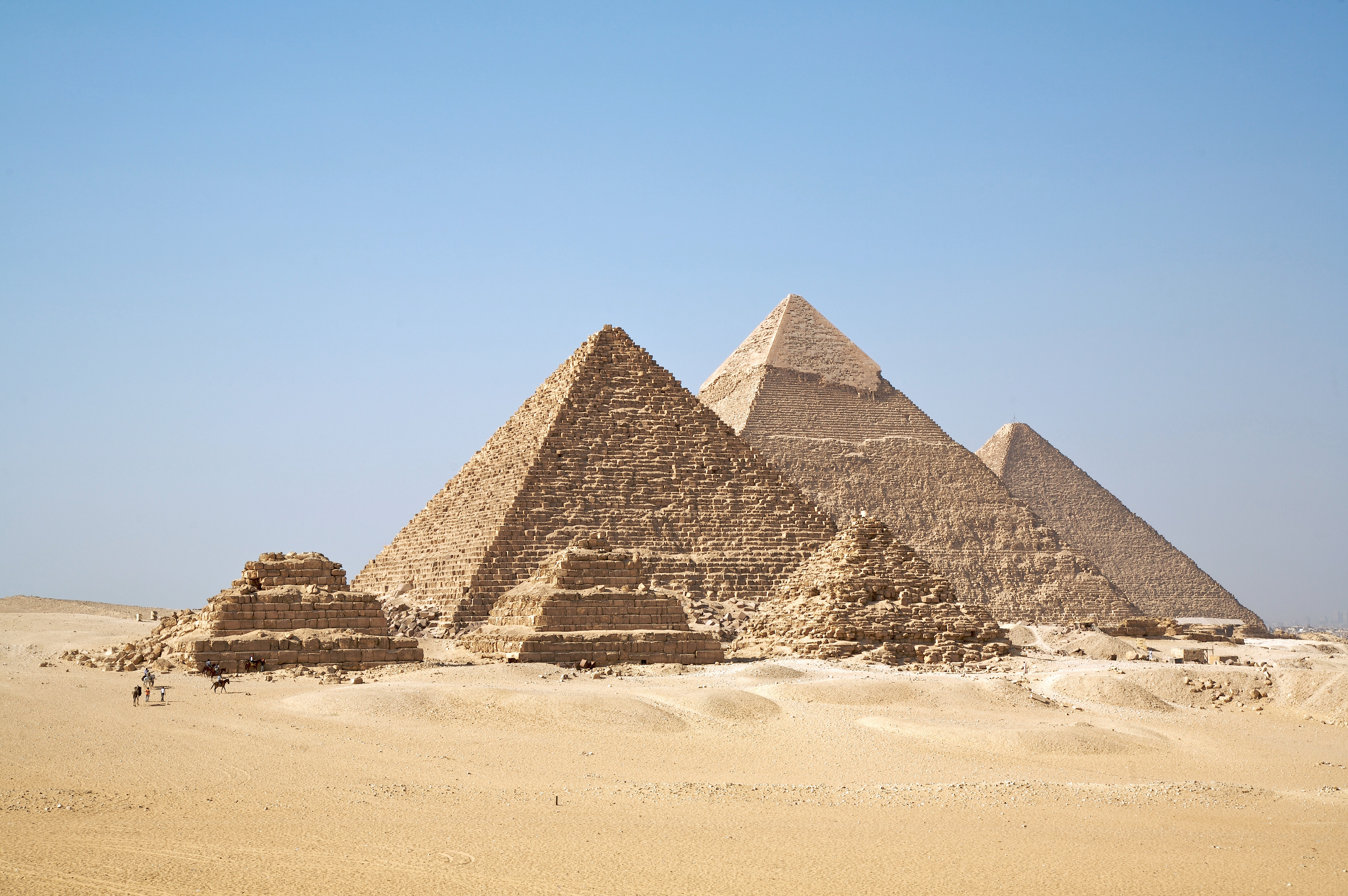
Єгипетські піраміди

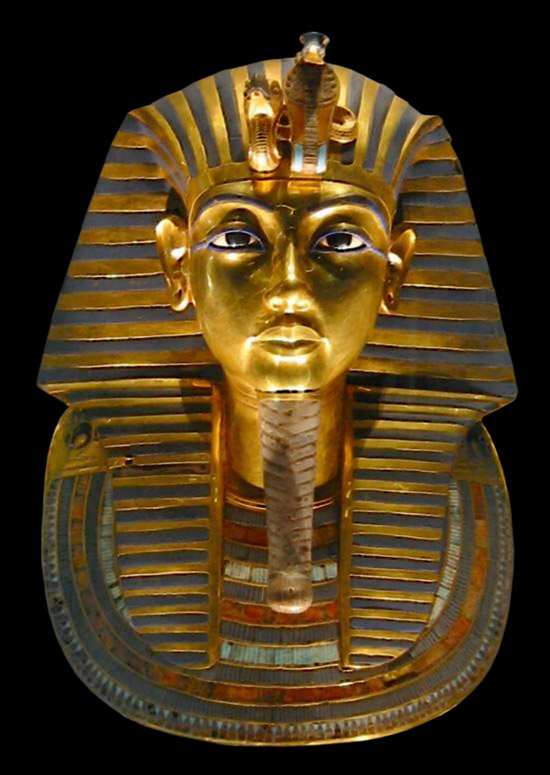
Маска Тутанхамона, знайдена Говардом Картером у гробниці фараона.

### Передісторія і стародавність
Існують докази наскельних малюнків уздовж Нілу та в пустельних оазах. У X-му тисячолітті до нашої ери на зміну культурі мисливців-збирачів і рибалок прийшла доба зернових культур. Зміни клімату або надмірний випас худоби близько 8000 року до нашої ери призвели до висихання пасовищних земель Єгипту, утворивши Сахару. Ранні племінні народи мігрували до річки Ніл, де вони розвинули осільну сільськогосподарську економіку та більш централізоване суспільство.
Територія Єгипту — колиска прадавньої цивілізації. Приблизно до 6000 року до нашої ери в долині Нілу зародилася неолітична культура. В епоху неоліту у Верхньому та Нижньому Єгипті незалежно один від одного розвивалися кілька додинастичних культур. Бадарійська культура та наступна Накадська зазвичай вважаються попередниками династичного Єгипту. Найдавніша відома стоянка в Нижньому Єгипті, Мерімда, передує Бадарі приблизно на сімсот років. Сучасні нижньоєгипетські громади співіснували зі своїми південними сусідами більше двох тисяч років, залишаючись культурно відмінними, але підтримуючи часті контакти через торгівлю. Найдавніші відомі докази єгипетських ієрогліфічних написів з'явилися в додинастичний період на гончарних посудинах Накада III, датованих приблизно 3200 р. до н. е.
Об'єднане королівство засновано близько 3150 р. до н. е. фараоном Менесом, що призвело до низки династій, які правили Єгиптом протягом наступних трьох тисячоліть. Єгипетська культура процвітала протягом цього тривалого періоду і залишалася виразно єгипетською у своїй релігії, мистецтві, мові та звичаях. Перші дві правлячі династії об'єднаного Єгипту заклали основу для періоду Стародавнього царства, близько 2700—2200 рр. до н. е., за часи якого побудовано багато пірамід, особливо піраміда Джосера Третьої династії та піраміди Гізи Четвертої династії.
У 332 до н. е. у Єгипет вступила армія Александра Македонського — Єгипет став частиною його держави. Після розділу його імперії між діадохами, Єгипет дістався полководцю Птолемею Лагу — засновнику греко-македонської династії Птолемеїв Лагідів (в 305—30 рр. до н. е.). Столицею стало місто Александрія.
При Птолемеях Єгипет став головним постачальником хліба в елліністичному світі. У цей період флот Єгипту панував у Середземному морі. При правлінні цариці Клеопатри, останньої з династії Птолемеїв, Єгипет виявився втягнутим у політичну боротьбу з Римом. Після поразки флоту Єгипту при мисі Акцій у 31 до н. е. і самогубства Клеопатри був перетворений у римську провінцію (30 до н. е.).

### Середньовіччя
Після розподілу Римської імперії в 395 р. н. е. Єгипет став провінцією Східної Римської імперії (Візантії). Нащадками давніх єгиптян — коптами — була прийнята християнська релігія монофісітського штибу.
У 639—642 роках Єгипет був завойований арабами.
У 1250—1517 роках Єгипет був центром ісламської держави — Мамлюкського султанату. Він управлявся династіями, що походили із професійних вояків — мамлюків, колишніх рабів із Північного Причорномор'я і Кавказу. Під керівництвом мамлюків мусульмани Близького Сходу змогли зупинити хрестові походи із Західної Європи та монгольську навалу.

### Новий час

Єгипет за правління династії Мухаммеда Алі (1801—1914)

У 1517 році османський султан Селім завоював мамлюцький Єгипет і приєднав його до Османської імперії. На території країни було створено Єгипетський еялет, що існував до 1867 року. У 1798—1801 роках він опинився під французькою окупацією. Намісник султана Мухаммед Алі переміг військо Наполеона і правив самостійно як спадковий єгипетський хедив (господар). Він двічі намагався здобути незалежність, воюючи проти Османів у 1831–1833 й 1839–1841 роках. За його управління до Єгипту було приєднано Судан. 1867 року новий хедив Ізмаїл добився від Османів визнання автономії й створення спадкового Єгипетського хедивату.
У 1859—1869 роках француз Фердинанд де Лессепс збудував за підтримки європейського капіталу Суецький канал. Боротьбу за вплив у Єгипті виграла Велика Британія, яка скупила більшість акцій товариства Суецького каналу. Це дало британцям змогу встановити повний контроль над єгипетським урядом. 1882 року Британія окупувала Єгипетський хедиват, а 1914 року — перетворила його на Єгипетський султанат, протекторат Британської імперії.

### Новітній період
Незалежність від Британської імперії отримана в 1936 році. Президент генерал Негіб оголосив Єгипет республікою в 1953 році; у 1956 році президент Насер заявив про націоналізацію Суецького каналу, що викликало шестиденну війну з Ізраїлем, окупацію Синаю і сектора Гази. Переговори в Кемп Девіді з Ізраїлем призвели до виключення Єгипту з Ліги арабських держав. Президент Садат був убитий, його місце зайняв Хосні Мубарек у 1981 році. З лютого 1958 року по вересень 1961 року входив до складу Об'єднаної Арабської Республіки (федерації з Сирією). Після виходу Сирії з федерації упродовж 10 років зберігав колишню назву. У 1987 році Єгипет був знову прийнятий у Лігу арабських держав, і поступово були відновлені дипломатичні відносини з арабськими країнами. У 1991 році Єгипет брав участь у війні в Перській затоці на боці США, відіграє головну роль у процесі мирного врегулювання на Середньому Сході.
На початку 2024 року країна стала членом БРІКС.

## Політична система
Єгипет за формою правління є президентською республікою, глава держави — президент. Державний устрій — унітарна держава.

### Історичний розвиток

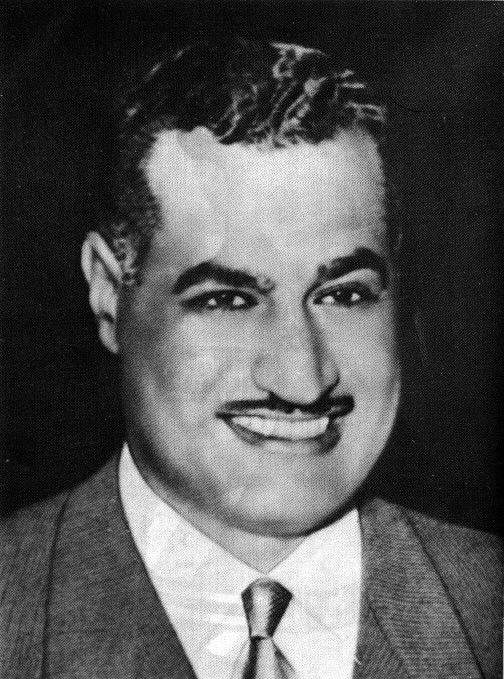
Абдель Насер

З 1923 року Єгипет розвивався як конституційна монархія при напівколоніальній залежності від Великої Британії. Виконавча влада була зосереджена в руках кабінету міністрів, законодавча — представлена двопалатним парламентом, нижня палата якого формувалася за результатами виборів. Водночас, відповідно до конституції, король володів широкими повноваженнями і в період з 1924 по 1952 роки доволі часто використовував їх для розпуску уряду. Коли 23 липня 1952 року організація «Вільні офіцери» на чолі з підполковником Гамаль Абдель Насером здійснила державний переворот, їхні дії отримали підтримку зі сторони населення країни, зубожілого та зневіреного в колоніальній маріонетці — королі. На вимогу нового керівництва Єгипту — Ради керівництва революцією (РКР) — король Фарук відрікся від престолу, а 18 червня 1953 року Єгипет було проголошено республікою.
У січні 1953 року, декретом РКР, була заборонена діяльність політичних партій, що функціонували в період конституційної монархії. Замість них була сформована єдина офіційно дозволена «Організація Визволення», нова влада наклала заборону на вільне висловлення опозиційних поглядів. Після оприлюднення в 1956 році тексту нової конституції РКР був розпущений, і в результаті плебісциту президентом Єгипту на шестирічний термін був обраний єдиний кандидат Гамаль Абдель Насер, якого підтримали 99,9 % виборців. У червні 1957 року відбулися парламентські вибори, усі кандидати в депутати Національних Зборів повинні були отримати схвалення Національного союзу, нової організації, що прийшла в травні 1957 року на зміну «Організації визволення», політичним супротивникам режиму було відмовлено у праві брати участь у виборах.
Сучасна політична система Єгипту багато в чому є витвором Гамаля Абдель Насера, котрий у силу тодішніх світових політичних тенденцій та впливів прийняв у країні доктрину «арабського соціалізму». Влітку 1962 року в Каїрі відбувся Національний конгрес народних сил, який прийняв «Хартію національних дій». У жовтні 1962 року був виданий декрет про створення єдиної в країні масової політичної організації — Арабського соціалістичного союзу (АСС), до функцій якого належала координація дій на втілення в життя програми «арабського соціалізму», до 1976 року АСС зоставався єдиною легальною політичною партією Єгипту. Але по смерті Насера, його доктрина влади зазнала змін внаслідок діяльності Анвара Садата, який у 1970 році обійняв посади президента країни і голови АСС. 15 травня 1971 року Садат консолідував владу в рамках так званої «виправленої революції», спрямованої проти ряду активних соратників Абдель Насера, передусім тих, хто безпосередньо брав участь у роботі державного апарату. Багато тодішніх видатних діячів Єгипту були арештовані або звільнені з державної служби, що означало зміну політичних орієнтирів нового керівництва і його відхід від принципів арабської єдності і арабського соціалізму. На продовження своєї доктрини Садат перейменував країну на  Арабську Республіку Єгипет, а Національні збори — у Народні Збори і в 1971 році ввів у дію нову конституцію.
Головою держави і головою виконавчої влади є президент, який обирається на шестирічний термін шляхом загальних прямих виборів. Президент наділений правом призначати віцепрезидентів і весь кабінет міністрів, має право законодавчої ініціативи, накладення вето на будь-який законопроєкт, розпуску Народних Зборів і керівництва країною за допомогою указів. Президент має право брати на себе обов'язки прем'єр-міністра, цим правом Садат скористався в 1973—1974 роках. У 1980 році до конституції була внесена поправка, яка дозволяє чинному президентові балотуватися на цей пост необмежену кількість разів. Тоді ж був створений законодорадчий орган — Консультативна рада Єгипту (Меджліс-аш-шура), яка складається з 132 членів (2/3 обираються прямим загальним голосуванням, а 1/3 призначається президентом; половина виборних членів повинні бути робітниками й селянами). Консультативна рада аналізує законопроєкти, політичні рішення та статті конституції з точки зору відповідності принципам побудови «демократичної соціалістичної держави зі змішаною економікою».
За Конституцією Єгипту, президентові надані майже необмежені повноваження і проголошена свобода преси і діяльності політичних партій. Хоча парламент перебував під контролем, тепер уже, урядової Національно-демократичної партії (НДП), він став трибуною, з якої нечисленна опозиція могла пропонувати свої політичні платформи. Законодавча влада належить однопалатному парламенту — Народним Зборам, що складається з 454 членів, з яких 444 обираються на загальних виборах, а 10 призначаються особисто президентом. Члени парламенту обираються строком на 5 років. Згідно з «Законом про Народні Збори», прийнятим у 1972 році, не менше половини депутатів повинні бути робітниками і селянами. У його склад входить обмежене і контрольоване президентськими структурами число представників опозиції. Виконавчу владу здійснює також уряд (рада міністрів), вищий виконавчий та адміністративний орган на чолі з прем'єр-міністром. Формально уряд відповідальний перед Народними Зборами і президентом, а на практиці повністю підпорядковується президенту, іноді президент суміщає свою посаду з посадою прем'єр-міністра.
Хоча влада нібито організована в рамках багатопартійної напівпрезидентської системи, у якій виконавча влада теоретично розділена між президентом і прем'єр-міністром, на практиці вона спирається майже виключно на президентів, які традиційно обираються на одномандатних виборах уже понад 50 років. У Єгипті також проводяться регулярні багатопартійні парламентські вибори, але на них маже повністю перемогу здобуває пропрезидентська сила. У вересні 2005 року на президентських виборах п'ятий раз поспіль переміг Хосні Мубарак.
27 березня 2007 року 75,9 % з єгиптян, які взяли участь у референдумі, схвалили конституційні поправки, які внесені президентом Мубараком. Згодом поправки були схвалені парламентом, дозволяючи тим самим введення в дію законів щодо припинення діяльності деяких опозиційних елементів, особливо ісламістів. Окрім того, були введені в дію тридцять чотири конституційні правки, які забороняють особам використовувати релігію як основу для політичної діяльності, дозволяють розробку нового антитерористичного закону замість чинного, давши поліції широкі повноваження з арешту і спостереження, надають президенту право розпускати парламент і певні судові процедури контролю за виборами. Політична верхівка країни серйозно занепокоєна наростаючим впливом ісламських радикальних течій, які ще й взяли на озброєння соціальні (соціалістичні) гасла, які ще недавно культивувалися попередніми очільниками Єгипту.

### Парламент
Парламент Єгипту — Народна асамблея, що складається з 444 депутатів, які обираються на термін 5 років.

#### Політичні партії
На парламентських виборах 2000 року до парламенту Єгипту пройшли наступні політичні партії:
- Національно-демократична партія — 388 місць (87 %);
- Аль-Вафд — 7 місць (1,5 %)[17].

### Судова влада
Судова система Єгипту є єдиною гілкою влади, що зберегла незалежність від президента та уряду (хоча бували часи, коли ця незалежність ставала лише номінальною). Правова система Єгипту — змішана. Питання особистого статусу (шлюбно-сімейні і спадкові відносини) лежать у руслі мусульманського права (хоча шаріатські суди відсутні), а всі інші — у руслі романо-германського права (закріпилося за часів французької експансії, та вдосконалене під єгипетські суспільні відносини). У цілому єгипетські суди користуються репутацією неупереджених слуг закону. Судова система включає суди загальні, адміністративні, державної безпеки.
Система загальних судів складається із сумарних судів (у складі одного судді, займаються цивільними суперечками, дрібними правопорушеннями, злочинами і проступками); судів першої інстанції (розглядають апеляції на рішення сумарних судів); семи апеляційних судів у великих містах (розглядають апеляції у цивільних і кримінальних справах на рішення нижчих судів); Касаційного суду (вища інстанція в системі загальних судів, яка контролює рішення апеляційних судів).
Адміністративні суди займаються вирішенням адміністративних суперечок і розглядом позовів дисциплінарного характеру. До юрисдикції Верховного Конституційного суду входять конституційний контроль і тлумачення законів та інших правових актів, у тому числі декретів президента.

### Зовнішня політика

Ліга арабських країн та група нейтралітету в ООН

Зовнішня політика Єгипту діє за принципами помірного нейтралітету. Такі фактори як: чисельність населення, історичні місії та події, військові потуги, дипломатичний досвід і стратегічне географічне положення Єгипту надають велику перевагу та політичний вплив в Африці і на Близькому Сході. Каїр був перехрестям регіональних торгових і культурних сплетень протягом століть, а його інтелектуальний потенціал та формація ісламських інститутів перетворили його в центр соціального і культурного розвитку всього арабомовного світу.
Постійна штаб-квартира Ліги арабських держав знаходиться в Каїрі, а також генеральний секретар Ліги арабських держав традиційно вибирався з числа єгипетських лідерів. Єгипет був першою мусульманською державою, що встановила дипломатичні відносини з Ізраїлем, підписавши єгипетсько-ізраїльський мирний договір в 1979 році, тим самим надавши приклад знаходження політичного порозуміння в такому складному регіоні світу. Єгипет має великий вплив серед інших арабських держав, історично відіграє важливу роль як посередник у врегулюванні суперечок між різними арабськими державами, і є постійним спостерігачем та залагоджувачем спірних моментів в ізраїльсько-палестинському конфлікті.
Колишній заступник прем'єр-міністра Єгипту — Бутрос Бутрос Галі був Генеральним секретарем Організації Об'єднаних Націй з 1991 по 1996 рік.

#### Українсько-єгипетські відносини
Уряд Єгипту офіційно визнав незалежність України 3 січня 1992 року, дипломатичні відносини з Україною встановлено 25 січня 1992 року. У Єгипті (Каїр) діє українське посольство, а в Києві посольство Єгипту.
У 1916 році українські та єгипетські націоналісти зустрілися в рамках Третьої конференції народів, організованої Союзом народів у Лозанні (Швейцарія).

### Державна символіка
Державний прапор — триколор, що складається з трьох рівновеликих горизонтальних смуг: червоної, білої і чорної. Ці смуги несуть собою символізм звільнення від колонізаторів і затверджені з часів єгипетської революції 1952 року. На прапорі розміщено герб Єгипту, у центрі білої смуги розташований орел Саладіна. У нинішньому вигляді прапор було затверджено 4 жовтня 1984 року. «Вільні офіцери», після повалення монархії приурочили прапору певний символізм: червона смуга символізує період до революції (період характеризується боротьбу з монархією, і британської окупації цієї країни), біла смуга символізує безкровний характер самої революції, чорна смуга символізує кінець пригнічення народу Єгипту руками монархії та іноземного імперіалізму.
Державний герб — орел Саладіна, що тримає сувій, на якому арабською написана назва держави. Орел несе на грудях щит у кольорах прапора Єгипту — але з вертикальним розташуванням, замість горизонтальної конфігурації (як є на прапорі).
Державний гімн — «Батьківщино, батьківщино, батьківщино!» (араб. بلادي بلادي بلادي; Біляді, Біляді, Біляді). Текст пісні написав Сайєд Дарвіш, який також написав музику до нього. Цей автор підтримував тісні зв'язки з ранніми лідерами національного руху за незалежність у Єгипті, одним із них був Мустафа Камель. Та й самі слова пісні-гімну, вибрані цитати з однієї з найзнаменитіших промов Камеля.
Взагалі-то, перший національний гімн Єгипту датують 1869 роком, а ця королівська пісня-гімн написана була на честь монарха. Неясно, як довго цей гімн був у використанні. Натомість йому на зміну прийшла пісня «Walla Zaman Ya Selahy», яка вперше була написана для Ум Кульсум (Umm Kulthum), яка сприймалася багатьма єгиптянами, як найбільш популярна співачка цього періоду. Пісня набула величезну популярність в 1956 році і була прийнята як державний гімн у 1960 році. Ця пісня-гімн, як і раніше, сприймається як уже неофіційний національний гімн, оскільки 1979 року вона була замінена поточним варіантом національного гімну.

## Адміністративно-територіальний поділ
В адміністративно-територіальному відношенні територія держави поділяється на: 27 губернаторств (мухафаз), які, своєю чергою, поділяються на райони (нахії). Існує 4 міста-губернаторства: Александрія, Каїр, Порт-Саїд і Суец. Дев'ять губернаторств знаходяться в Нижньому Єгипті в дельті Ніла, вісім губернаторств у Верхньому Єгипті уздовж долини Ніла, чотири — на лінії Каїр — Асуан і п'ять прикордонних губернаторств на Синаї і в пустельних регіонах на схід і захід від Нілу.

## Збройні сили

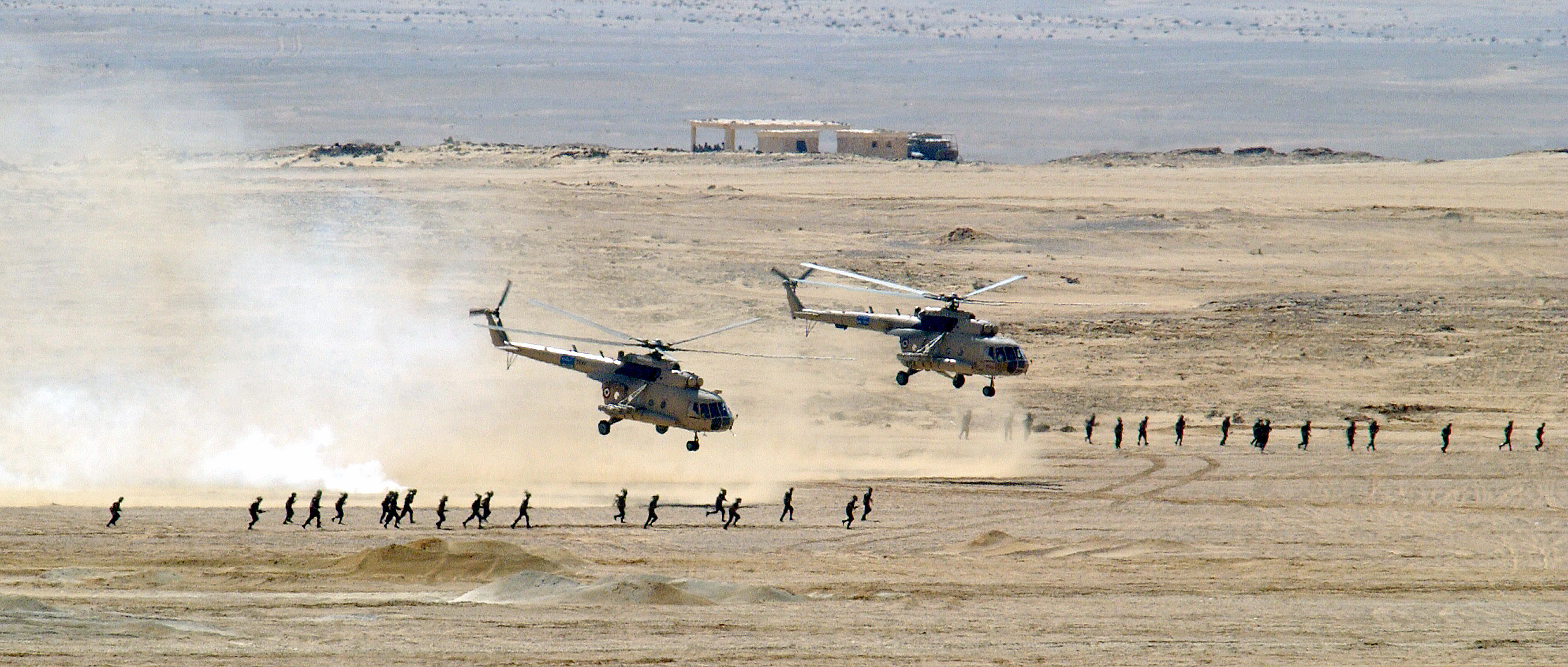
Сучасна єгипетська армія

Збройні сили Єгипту є найбільшими на африканському континенті й одними з найбільших у світі (займає 11-те місце), вони складаються з Єгипетської армії (Сухопутних військ Єгипту), ВМС Єгипту, ВПС Єгипту і єгипетські війська ППО. Чисельність збройних сил у 2006 складала 480 500 військовослужбовців. Загальні витрати на армію склали 4,6 млрд доларів США.
Єгипет підтримує велику кількість військовиків, які перебувають під контролем міністерства внутрішніх справ, їхнє число коливається між 315 000 і 350 000 солдатів, наявні ще й резервні підрозділи з такою ж кількістю резервістів, всі вони належать до Центральних сил безпеки країни. Крім того, у підпорядкуванні уряду доволі значні підрозділи модернізованої національної гвардії та прикордонних сил безпеки, проте вони, не належать до центральних сил безпеки, а підпадають під контроль Міністерства оборони та чисельно становлять 60 000 та 20 000 осіб, відповідно, на додаток до Берегової охорони, яка налічує 5000 службовців.
Збройні сили Єгипту обладнанні військовою технікою та спорядженням від ключових світових гравців у цій сфері: Сполучені Штати Америки, Франція, Італія, Велика Британія, колишній Радянський Союз (тепер Росія), і Комуністичний Китай надали значну допомогу в формуванні боєздатної та найсильнішої військової формації на Африканському континенті. Частина застарілого обладнання з колишнього Радянського Союзу, поступово замінюється сучаснішими американськими, французькими, британськими зразками, значна частина яких уже виготовляється за ліцензіями в самому Єгипті (приміром, танк M1 Abrams).
Для зміцнення стабільності і миру в регіоні, Єгипет надавав військову допомогу і підготовку кадрів для деяких африканських і арабських держав. Не будучи членом НАТО, Єгипет залишається сильним військовим і стратегічним партнером цієї військово-політичної організації і є учасником Середземноморського форуму-діалогу НАТО. Єгипетські військові є одними з найсильніших у регіоні, і це надає Єгипту регіональної військової переваги та право конкурувати не лише з Ізраїлем, але стати найпотужнішою військовою силою в Африці, саме Єгипет є єдиною арабською країною, що має свого супутника-шпигуна, якого запустили в 2007 році.
У жовтні 2010 року Єгипетська армія отримала за контрактом літак Ан-74Т-200 від українського КБ Антонова.

## Економіка

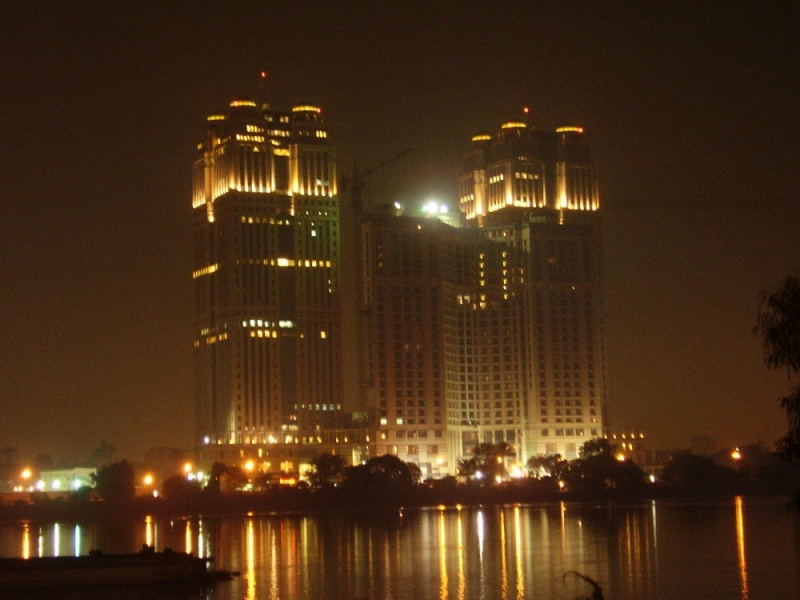
Єгипетські хмарочоси

Єгипет — індустріальна держава, що розвивається. Економіка змішаного типу при сильному державному секторі. Валовий внутрішній продукт (ВВП) у 2006 році становив 328 млрд доларів США (31-ше місце у світі); що у перерахунку на одного жителя країни становить 4,2 тис. доларів (113-те місце у світі). За даними Index of Economic Freedom, The Heritage Foundation за 2001 рік, темп зростання ВВП — 5,6 %. Промисловість разом із будівництвом становить 35,5 % від ВВП держави; аграрне виробництво разом із лісовим господарством і рибальством — 14,5 %; сфера обслуговування — 50 % (станом на 2006 рік). Зайнятість активного населення у господарстві країни розподіляється наступним чином: 17 % — промисловість і будівництво; 32 % — аграрне, лісове і рибне господарства; 51 % — сфера обслуговування (станом на 2006 рік).
Надходження в державний бюджет Єгипту за 2006 рік становили 21,3 млрд доларів США, а витрати — 31,8 млрд; дефіцит становив 32,7 %.

### Фінансова система

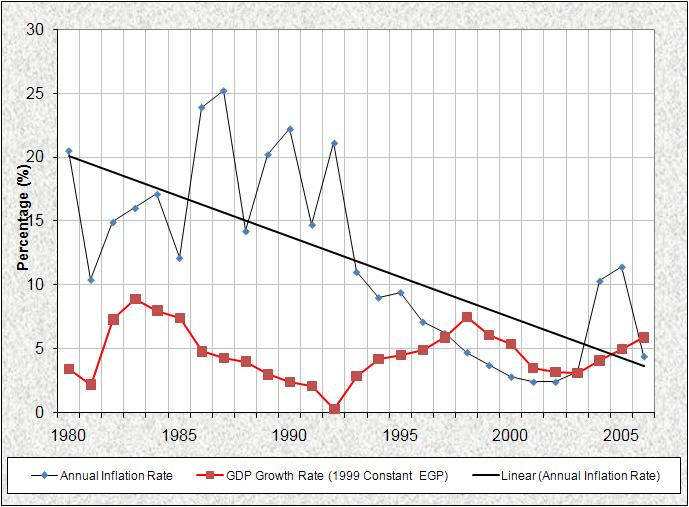
Стан інфляції в країні

У 1960-ті роки понад 90 % всіх банківських активів належали чотирьом державним банкам. Всі вони контролювалися Центральним банком Єгипту, що здійснював емісію грошової одиниці країни — єгипетського фунта. У 1970-ті роки, при правлінні Саддата, чотири великих банки створили змішані банки, у яких частка акцій закордонних інвесторів не перевищувала 49 %. Такі банки отримали право здійснювати фінансові операції в іноземній валюті. Імпортери іноземних товарів отримали дозвіл тримати валютні рахунки в єгипетських банках. Щоб стимулювати єгиптян, які працюють за кордоном, зберігати накопичення в єгипетських банках, була розроблена система заохочення таких вкладників. Нововведення дозволили розширити джерела кредитування, полегшили інвестування в національну промисловість, але одночасно сприяли росту інфляції, темпи якої в середині 1980-х років становили 25—30 % на рік.
Завдяки зусиллям щодо стабілізації макроекономіки, зробленим на початку 1990-х років, темпи інфляції з 1992 по 1996 роки зменшилися з 21,1 % до 7,2 %, а до 1999 року досягли 3,7 %. Програма реформування економіки була поширена і на банківський сектор. У наш час[коли?] в Єгипті допускається діяльність банків з 100-відсотковим іноземним капіталом, яким дозволено здійснювати банківські операції як у місцевій, так і в іноземній валюті. Приблизно половина внутрішніх кредитів направляється в приватний сектор. У 1990-х роках у Єгипті функціонувало понад 80 комерційних, ділових і спеціалізованих банків.
Прямі закордонні інвестиції — 858 млн доларів США.

#### Валюта

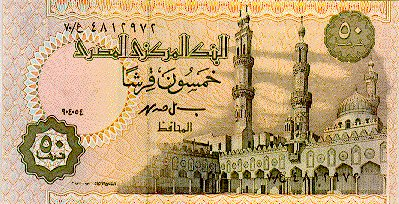
50 єгипетських піастрів

Національною валютою країни слугує єгипетський фунт. У 2006 році за 1 долар США (USD) давали 5,7 єгипетського фунта. У 2016-му — 15,5 фунтів за 1 USD.

### Промисловість
Головні галузі промисловості: нафтовидобувна, нафтохімічна, металургія, харчова і текстильна.
За обсягами виплавки сталі Єгипет посідає 1-ше місце серед арабських країн і друге місце серед країн Африки (після ПАР). Виплавка сталі в країні значно зросла у першому десятилітті XXI століття — з 2,84 млн т у 2000 році до 6,68 млн т у 2010 році. Однак, підприємства країни не забезпечують її сталевим прокатом повною мірою, імпорт його, переважно з Алжиру й Туреччини, 2012 року становив 641 тис. т. Серед найбільших металургійних заводів і комбінатів країни — Хелуанський металургійний комбінат, Суецький металургійний завод, Александрійський металургійний завод. На металургійних підприємствах окрім доменного виробництва широко використовуються методи безпосереднього виробництва заліза, які не потребують використання коксу, для виробництва якого потрібне імпортне вугілля.

### Гірнича промисловість
У 2005 році було видобуто 35 млн т нафти (6,7 млн т було експортовано) і 32,6 млрд м³ природного газу (1,1 млрд м³ було експортовано).

### Енергетика
Головним енергетичним ресурсом є нафта. Інші джерела — місцевий природний газ і гідроелектроенергія, що виробляється головним чином на двох ГЕС у районі Асуану. Близько 3/4 електроенергії виробляється на ТЕС. Ця галузь повністю забезпечує внутрішні енергетичні потреби.
За 2004 рік було вироблено 91,7 млрд кВт·год електроенергії (експортовано 1 млрд кВт·год), 1998 року — 63 млрд кВт·год; загальний обсяг спожитої — 84,5 млрд кВт·год (імпортовано 0,2 млрд кВт·год).
У 2004 році споживання нафти склало 590 тис. барелів на добу, природного газу — 31,5 млрд м³ на рік.

### Агровиробництво

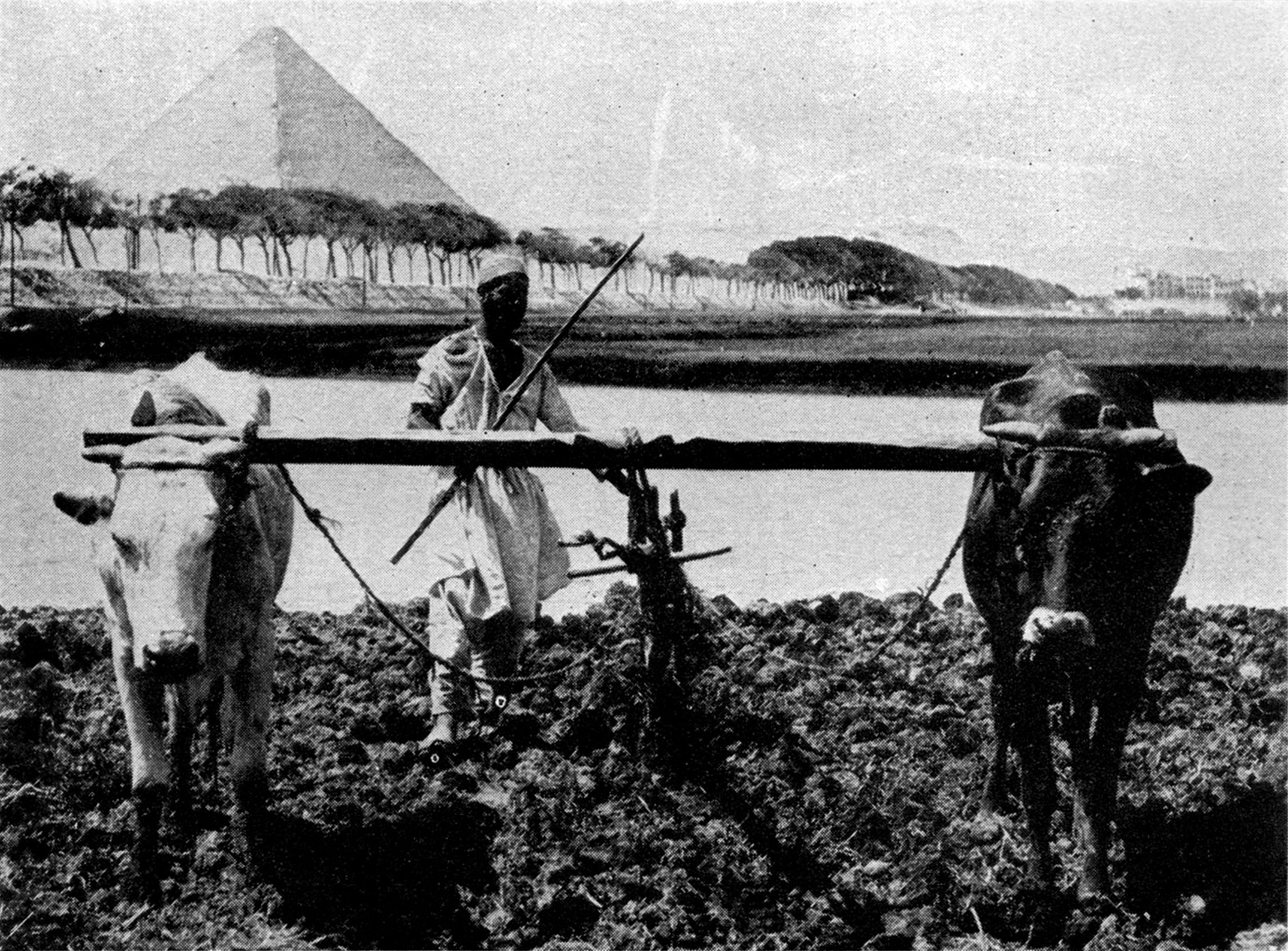
Селянин на полі біля Нілу, 1921 рік

У сільськогосподарському обробітку знаходиться лише 2,6 % площі держави (долина і дельта Нілу, Фаюмська оаза). Родючі алювіальні ґрунти разом із тривалою інсоляцією (освітлення сонячним промінням) створюють винятково сприятливі умови для вирощування різноманітних сільськогосподарських культур. Розміри традиційних селянських господарств невеликі. Приблизно дві третини всіх сільськогосподарських угідь становлять господарства по 2 га кожне. Як правило, земля належить селянину, який її обробляє. Багато господарств здаються в оренду, і орендар розраховується з власником або грошима, або в натуральній формі — частиною врожаю. Більшість робіт на полях виконується самим власником ділянки і членами його родини, але в жнива, наприклад у пору збирання бавовни, навіть невеликі господарства відчувають потребу у найманні додаткової робочої сили. Деякі великі господарства спеціалізуються на вирощуванні овочів і фруктів. Більша частина господарств входить у державні кооперативи. Майже в усіх господарствах розводять: буйволів, які використовуються як тяглова сила при будівництві іригаційних споруджень, велику рогату худобу для виробництва молочної продукції. Розвивається пустельне зрошувальне землеробство з використанням підземних вод.
Головні сільськогосподарські культури: бавовник, рис, зернові, овочі, квасоля, фрукти, фініки, цукрова тростина.
Розвинене тваринництво. Поголів'я великої рогатої худоби — 6 млн голів, з них буйволів — 3 млн голів; вівці — 4 млн голів; кози — 3 млн голів.
До початку процесу індустріалізації в 1960-х роках сільське господарство відігравало домінуючу роль в економіці Єгипту. Реформування сільськогосподарського сектора економіки почалося в 1986 році. У 1995 році державою контролювалися лише ціни на бавовну і цукрову тростину. Єгипет найбільш конкурентоздатний у виробництві таких культур, як томати, пшениця, бавовна, рис, картопля, кукурудза, бобові, цукровий буряк і фрукти. Рівень самозабезпечення пшеницею у 1995 році зріс до 50 %.

### Транспорт

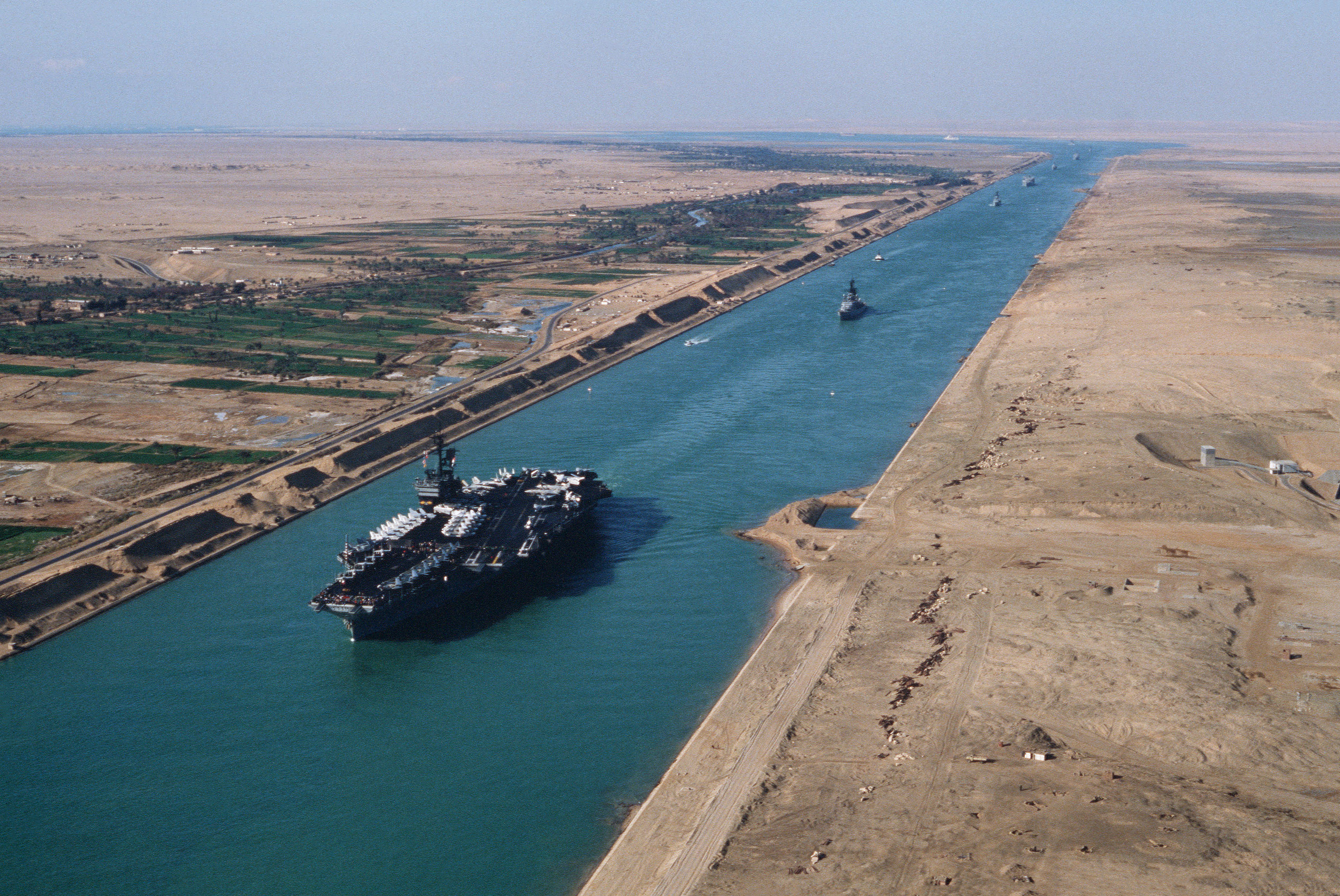
Суецький канал. Прибуток від його експлуатації в 2011 році склав 5,22 млрд доларів США

Головний транспорт: залізничний, автомобільний, морський. Головні порти: Александрія, Порт-Саїд, Суец. У 1999 році в Єгипті були два міжнародних летовища — у Каїрі і Луксорі і 88 аеропортів для внутрішніх авіаперевезень.
У Єгипті існує найстаріша залізнична мережа Африки (Єгипетські національні залізниці), загальна протяжність якої становить 4751 км. Близько 30 % доріг протяжністю 50 000 км асфальтовано. Береги Єгипту омиваються Середземним морем на півночі і Червоним морем на сході. Хоча загальна протяжність берегових ліній досить велика, тут практично немає зручних місць для морських портів. Середземноморське узбережжя протяжністю 960 км не має жодної природної бухти, придатної для стоянки сучасних великих судів. Окремі гавані є на узбережжі Червоного моря, що протягнулося на 1900 км. Проте дно Червоного моря рясніє кораловими рифами, що сильно перешкоджають морській навігації в цьому районі. Судна зі всього світу стоять на якорі у величезному порту Александрія. Це друге за величиною місто Єгипту, засноване греками в 32 році до н. е. У Єгипті є ще два стародавні морські порти — це Суец на Червоному морі і Порт-Саїд на Середземному. Вони зв'язані між собою Суецьким каналом. Ефективно працює керований державною компанією Суецький канал. Після ліквідації наслідків єгипетсько-ізраїльської війни були проведені роботи з розширення і поглиблення каналу, що зробило його доступним для супертанкерів. Рівнинний характер рельєфу Єгипту і концентрація населення в долині і дельті Нілу дозволили відносно легко вирішити завдання транспортного сполучення.
У 1996 р. у Єгипті було 64 тис. км автомобільних доріг, з них приблизно 50 тис. км із твердим покриттям. Завдяки сухому м'якому клімату можна без особливих витрат підтримувати дорожню мережу, і велика частина вантажних перевезень у країні здійснюється автотранспортом. У Єгипті є два міжнародних аеропорти — у Каїрі і Луксорі та 88 аеропортів для внутрішніх авіаперевезень. У 71-му аеропорті злітно-посадкові смуги мають тверде покриття. Крім того, діють два аеропорти з обслуговування вертольотів. Автопарк Єгипту налічував 1280 тис. легкових автомобілів і 423,3 тис. автобусів.
Залізничні перевезення пасажирів і вантажів здійснюють Єгипетські національні залізниці.

### Туризм

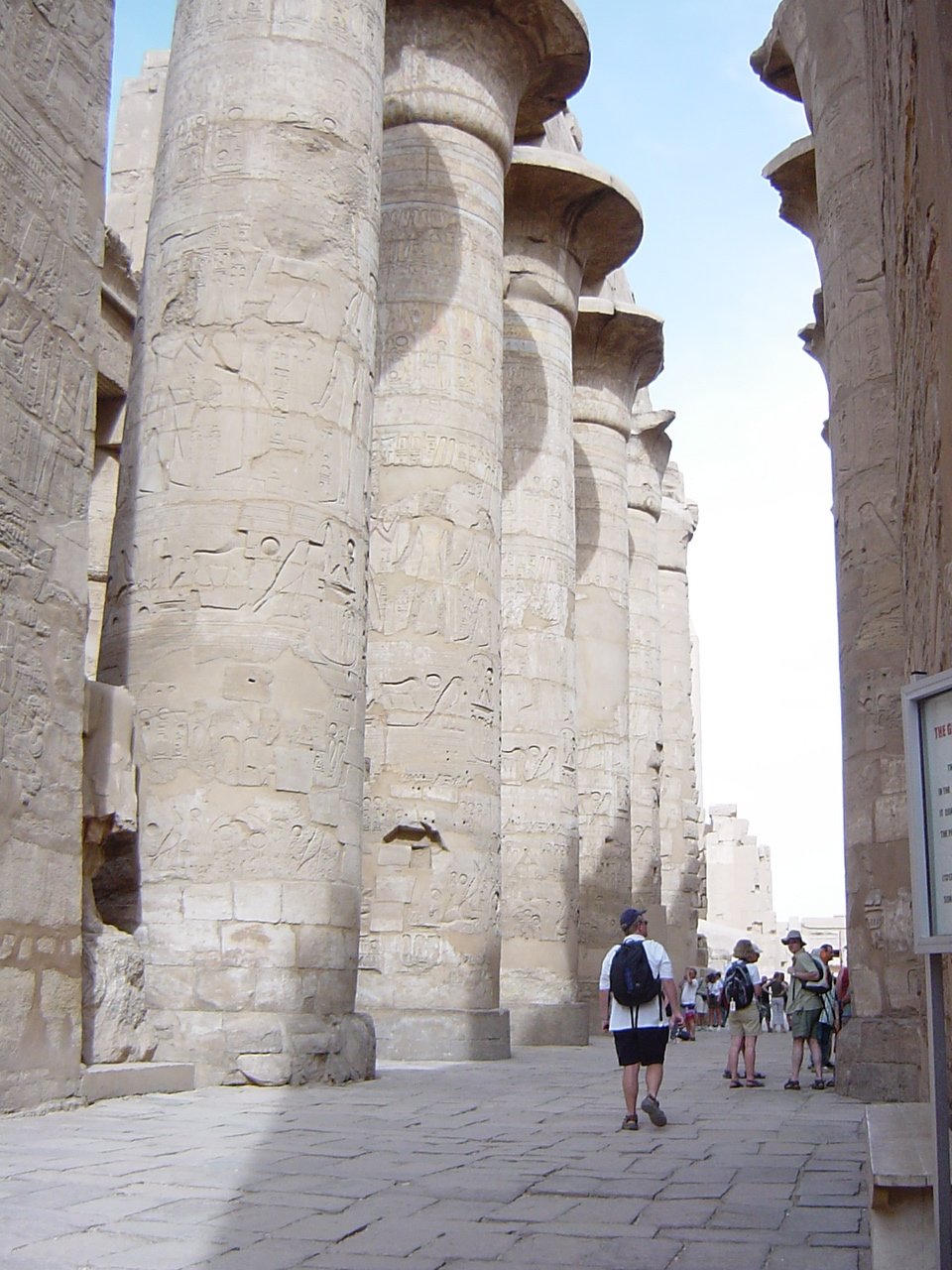
Карнакський храм, Луксор

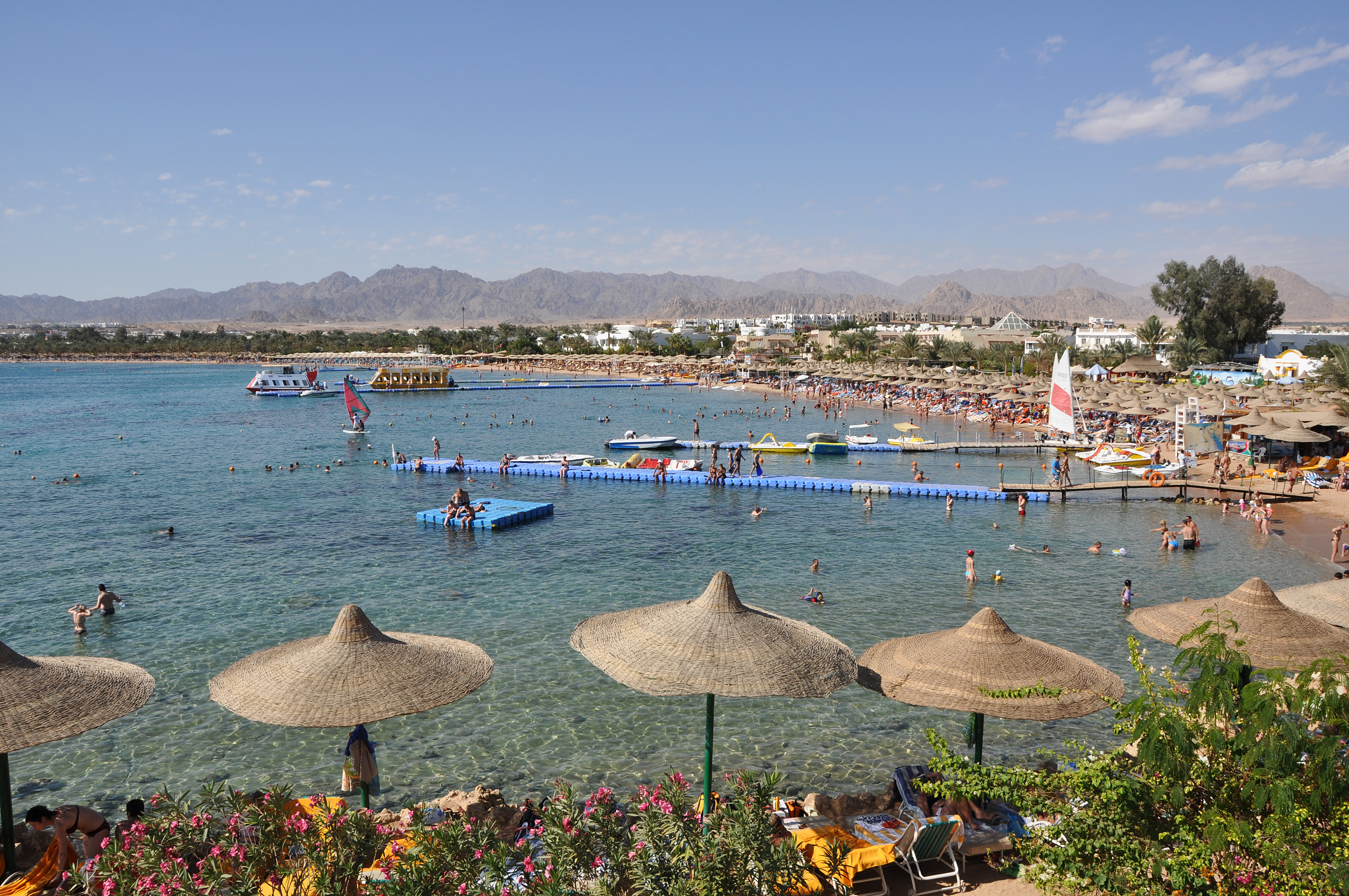
Пляж у бухті Наама Бей, Шарм-еш-Шейх

У 1997 році Єгипет відвідало 4 млн іноземних туристів, що дало прибуток у 3,8 млрд доларів США.
Єгипет став важливим місцем для народів Близького Сходу, Африки та Європи ще з найдавніших часів. Починаючи з початку XIX століття (з вторгнення Наполеона в Єгипет) — інтерес до єгиптології збільшився і це захоплення заклало основу для сучасної індустрії туризму в країні. Туризм як і раніше, є важливою опорою єгипетської економіки і отримав широку підтримку з боку уряду. Туризм є основним джерелом надходження іноземної валюти в Арабську Республіку Єгипет, так у 2007 році 9 990 000 мандрівників побувало в країні. Єгипетський уряд планує залучити до Єгипту 14 мільйонів туристів у 2011 році.
Туристична індустрія розвивається в країні семимильними кроками, так, приміром, за весь 2000 рік налічувалося 5 506 179 іноземних туристів, а з них 3 800 000 з Європи, і сума надходжень до казни країни становила в середньому понад 4,3 млрд $. З кожним роком туристів прибуває більше. Уряд країни спонукає своїх громадян до розвитку саме цієї сфери економіки (особливо на місцевому рівні серед середнього класу єгипетського суспільства). У свою чергу уряд розвиває інфраструктуру в країні, саме навколо прибуткових туристичних та історичних зон, будуючи сучасні автомагістралі, комфортабельні та швидкі поїзди та вдосконалюючи свою залізницю й морський транспорт. У країні функціонують уже 9 сучасних аеропортів, незліченна кількість готелів та якісне обслуговування у відпочинкових зонах — запорука успіху Єгипту в туристичній галузі. Багато іноземців обирають Єгипет через низьку конкурентоздатну вартість турів.
Найпопулярніші курорти Єгипту — Хургада і Шарм-ель-Шейх.

### Зовнішня торгівля
Основні торговельні партнери Єгипту: США, Німеччина, Китай, Італія, Іспанія. До 1970-х років найважливішою статтею експорту Єгипту була бавовна, потім лідерство перейшло до нафти, яка зберігає провідну роль у національному експорті. У 1992 році частка нафти в експорті становила 51 %.
Держава експортує: нафту, бавовну, текстиль, різні сільськогосподарські культури (рис, картопля, фрукти і овочі). Основні покупці: США (13 %); Італія (9 %); Іспанія (8 %). У 2006 році вартість експорту склала 24,2 млрд доларів США.
Держава імпортує: промислові вироби, продукти харчування і обладнання. Основні імпортери: США (12 %); Німеччина (7 %); Китай (7 %). У 2006 році вартість імпорту склала 35,9 млрд доларів США.

### Телекомунікації
Єгипет давно став культурним й інформаційним центром арабського світу, і Каїр є найбільшим видавничим регіоном та мовленним центром.
- Основною телефонною мережею охоплено 10 808 000 осіб (2006).
- Мобільний зв'язок — 30 047 000 (2007).
- У наш час[коли?] існують три компанії, які пропонують послуги стільникового зв'язку: Mobinil, Vodafone Egypt і Etisalat Єгипет. Ці компанії надають послуги голосового зв'язку на — 3G і 3.75G стандартах.
- Уся телефонна система країни пройшла велику модернізацію в 1990-х роках й стала набагато сучаснішою. «Телеком Єгипет» (Telecom Egypt) державна монополія, яка продовжує зростати і в 2006 році щільність абонентських послуг становила 14 на 100 чоловік; у 2007 році було три рухомих стільникових мереж та послуг зростає швидкими темпами
- Основні комунікаційні центри знаходяться в Олександрії, Каїрі, Аль Мансур, Суец і Танта і пов'язані поміж собою цифровим кабелем.
- Міжнародна комунікація пов'язана з міжнародними підводними кабелями FLAG (волоконно-оптична лінія зв'язку в усьому світі); наземними станціями супутникового зв'язку — 2 Intelsat (Атлантичного океану і в Індійському океані), 1 Arabsat і 1 Інмарсат; радіорелейний зв'язку до Ізраїлю.
- Станом на 1999 рік були наявні радіомовні станції: у діапазоні AM — 42 (плюс 15 ретрансляторів), у діапазоні FM — 14 станцій, короткохвильових три станції.
- Централізованою радіомережею охоплено 3,07 млн (1997).
- Телевізійних станцій — 98.
- Інтернет-провайдерів (ISPs) — 220 (2008).
- Інтернет Хостів — 5363 (2007).
- Населення, охоплене інтернетом — 12 568 900 (станом на червень 2009 року).

## Населення

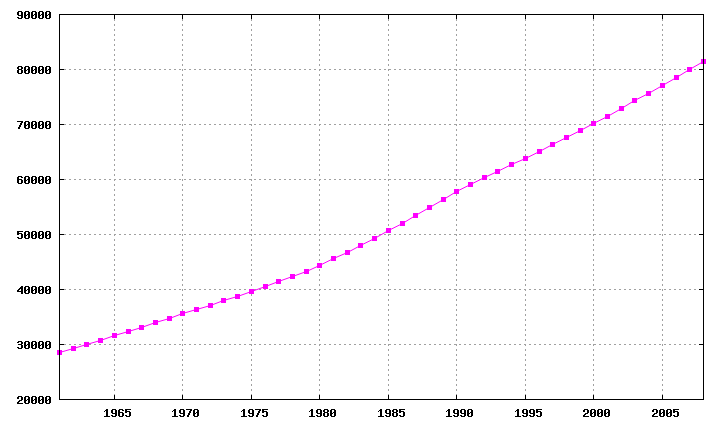
Динаміка росту населення Єгипту

Населення держави у 2020 році становило 102 млн осіб (14-те місце у світі). У 1800 році населення країни становило 4,5 млн осіб, у 1907 році — 11 млн осіб, у 1950 році — 20,4 млн осіб, у 1980 році — 42 млн осіб. Густота населення: 90,85 осіб/км² (120-те місце у світі). Згідно зі статистичними даними за 2006 рік народжуваність 22,9 ‰; смертність 5,2 ‰; природний приріст 17,7 ‰.
Вікова піраміда населення виглядає наступним чином (станом на 2006 рік):
- діти віком до 14 років — 32,6 % (13,2 млн чоловіків, 12,5 млн жінок);
- дорослі (15—64 років) — 62,9 % (25,1 млн чоловіків, 24,5 млн жінок);
- особи похилого віку (65 років і старіші) — 4,5 % (1,5 млн чоловіків, 2 млн жінок).

Населення Єгипту зосереджено головним чином у долині Нілу, у його дельті й уздовж Суецького каналу. Лише незначна його частина проживає в оазах західної пустелі, невеликих шахтарських містечках східної пустелі та по берегах деяких бухт у Середземномор'ї й курортних містечках узбережжя Червоного моря. Найбільш щільно заселена дельта Нілу та пониззя цієї річки, але частина населення досі ще веде кочовий спосіб життя.
З середини 1960-х років у країні здійснюється державна програма з обмеження народжуваності. У результаті якої, з початку 1960-х до 2003 року народжуваність у країні скоротилася з 46 до 24,36 новонароджених на 1000 осіб населення, а завдяки поліпшенню медичного обслуговування знизилася і смертність у країні — з 20 до 5,35 смертей на 1000 мешканців. До 2003 року середньорічні темпи природного приросту населення склали близько 1,88 %, також суттєвим додатком до цих цифр стає міграція населення з ближніх країн до Єгипту, хоча вона таки ще й погашається еміграцією самих єгиптян до багатших країн Європи. Приблизно 35 % жителів країни молодше 15 років, шлюби традиційно укладаються в ранньому віці. Зі зростанням вартості життя і активнішою участю жінок у трудовій діяльності середній вік вступу до шлюбу, особливо в містах, збільшився. Очікувана тривалість життя в Єгипті становить 70,41 роки (67,94 у чоловіків і 73 у жінок).

### Урбанізація
Рівень урбанізованості в 2000 році склав 45 %. Головні міста держави: Каїр (10 млн осіб), Александрія (3,5 млн осіб), Ель-Гіза (2,5 млн осіб), Порт-Саїд, Луксор, Ель-Фаюм, Асуан. Спостерігається постійний відтік сільського населення в міста.

### Етнічний склад
Головні етноси, що складають єгипетську націю: араби — 98 %, негроїди і європейці — 2 %.
Переважна більшість населення Єгипту складається з етнічних єгиптян — 94 % населення або 74,1 мільйона осіб.
До етнічних меншин у Єгипті належать бедуїни арабських племен Синайського півострова та Східної пустелі; бербери, що мешкають в оазі Сива; нубійці різних племінних груп, які живуть уздовж Нілу в південній частині Єгипту. Існують також незначні меншини Беджай (Beja) і Дум (Dom).
За колоніальні часи (більш як два тисячоліття), у Єгипет прибуло багато різних етнічних громад: греки, італійці, сирійці, євреї, вірмени, цигани, кавказці, нубійці, араби… — більшість із них асимілювалися, але поодинокі громади продовжували вести, притаманний їм стиль життя, й деяким із них вдалося зберегтися й у теперішні часи (правда в меншій кількості). Були ще часи розгулу ісламського націоналізму, коли після політичних подій у 1950-х роках, більшість представників етнічних груп були змушені залишити країну.
Крім того, у Єгипті знаходиться близько 90 000 біженців та переміщених осіб, які шукають притулку, в основному, палестинці і суданці (представники не урядових племінних груп), що потерпають від складної політичної та економічної ситуації у своїх країнах.

### Мови
Державна мова: арабська.
Офіційна мова Єгипту стандартна арабська мова і використовується в більшості друкованих засобів масової інформації. Арабська мова прийшла до Єгипту в сьомому столітті, а після того, як вона за численні століття асимілювала та розчинила в собі всі попередні мови спілкування єгиптян, вона сформувала на цій території свій певний тип — єгипетську арабську мову, яка стала сучасною розмовною мовою єгиптян. З багатьох говірок арабської мови, єгипетська є найвживанішою в усьому Близькому Сході та на Півночі Африки, ймовірно, це пов'язано з впливом єгипетського кіно у всьому арабомовному світі.
Корінна мова єгипетського народу майже не поширена в теперішньому єгипетському суспільстві. Єгипетська мова (також відома як копто-єгипетська мова) складається з прадавньої єгипетської і коптської мов і утворює окрему гілку в сім'ї афроазійської мовної групи. Єгипетська мова є однією з перших письмових мов і відома нам з ієрогліфічних написів, які збереглися на історичних пам'ятниках і листках папірусу. Коптська мова — єдиний існуючий, на сьогоднішній час, нащадок єгипетської мови, й збереглася завдяки літургійному використанню коптською православною церквою. Досліджується ще й Коіне (Koinè) діалект грецької мови, який був важливим у часи елліністичної Александрії і широко використовувався у філософії та науці цієї культури, а також найпотужніше спричинився до формації єгипетської арабської мови.
Існують також близько 42 000 носіїв сучасної грецької мови в Александрії, а також приблизно така ж кількість носіїв вірменської мови, що мешкають в основному в Каїрі, а також є близько 7500 єгиптян, які живуть між Александрією і Каїром, розмовляють італійською мовою. Англійська, французька і німецька мови також широко поширені, як іноземні мови, та використовуються в бізнесі й верхнім прошарком єгипетського суспільства.
Приблизно 77 000 осіб вживають мову Беджай (Beja), і живуть у Східній пустелі та на узбережжі Червоного моря. Близько 234 000 єгиптян говорять мовою Домар (індо-арійська мова, близька до циганської) і зосереджені вони на північ від Каїра і Луксора. Берберські мови представлені діалектом Сіві, на якому говорять приблизно 5000 осіб, які мешкають в оазі Сива. У верхній частині долини Нілу, неподалік Ком Омбо і Асуана, налічується близько 300 000 носіїв нубійських мов, які в основному говорять на мовному діалекті Нубіін, але є й інша меншина нубійців, яка володіє мовним діалектом Кенузі-Донголи. Суданський діалект арабської мови також вживає суданська меншина Єгипту. Бедуїнський діалект арабської мови використовує в своєму спілкуванні бедуїнська меншина по всій країні і особливо на Синайському півострові.

### Релігії
Головні релігії держави: іслам сунітського спрямування — 90 % населення, католицтво — 0,4 %, православ'я —9,6 %.
Традиційно єгипетські конституції (їх було 8) були світськими по характеру, оскільки перша була прийнята ще в 1879 році, а найбільш схожа до сучасних світових тенденцій ще в 1923 році. Однак поправка, яка була введена в 1980 році, суттєво відрізнила її від попередніх традиції, згідно з цими поправками, ісламське право (шаріат) стало основним джерелом законодавчих норм. Таке формулювання означає, що будь-який новий закон, який у наш час[коли?] прийнято або тільки розглядається не повинен порушувати будь-якого з діючих принципів ісламського права (шаріату). Крім того, ця конституція забороняє політичні партії на основі релігійних платформ.
Ще однією особливістю сучасного єгипетського суспільства стала наростаюча популярність організації Брати-мусульмани, яка пропонує замінити норми державного управління зі світських на релігійні, тим самим ще більше загостривши питання про легітимність релігійних політичних партій спричинюючи суттєву суспільну дискусію серед інтелектуалів і політиків. Цей сунітський транснаціональний релігійний рух є найбільшою опозиційною політичною організацією в багатьох арабських світських державах, зокрема, і в Єгипті. Найстаріша і найбільша в ісламському світі політична група була заснована єгипетським шкільним вчителем Хасаном аль-Банна в 1928 році з кожним роком набирає політичної та суспільної ваги серед єгиптян, що загрожує певним радикальним процесам у середовищі єгипетської громади, у цілому.
Релігія відіграє центральну роль у житті більшості єгиптян. Азан (ісламський заклик до молитви), який можна почути п'ять разів на день, регулює темп життя єгипетського суспільства, як у містах, так й на фермі бідного феллаха. Майже все підкоряється цьому неофіційному розкладу мусульманина — все, від бізнесу до засобів масової інформації та сфери розваг. А місто Каїр славиться своїми численними мечетями та мінаретами і по праву називають «містом 1000 мінаретів», та й численні церковні вежі покращують міський пейзаж.

#### Іслам

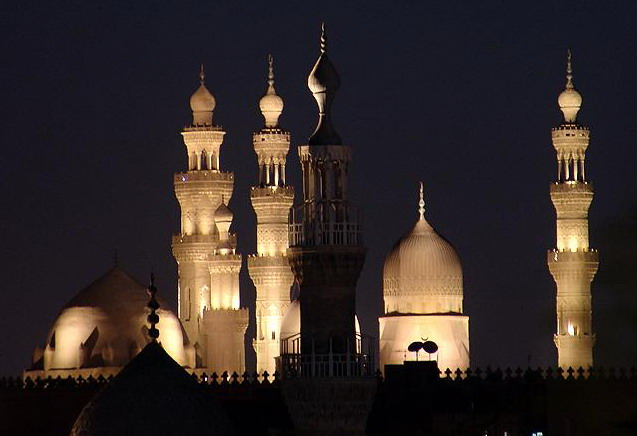
Мінарети в Каїрі

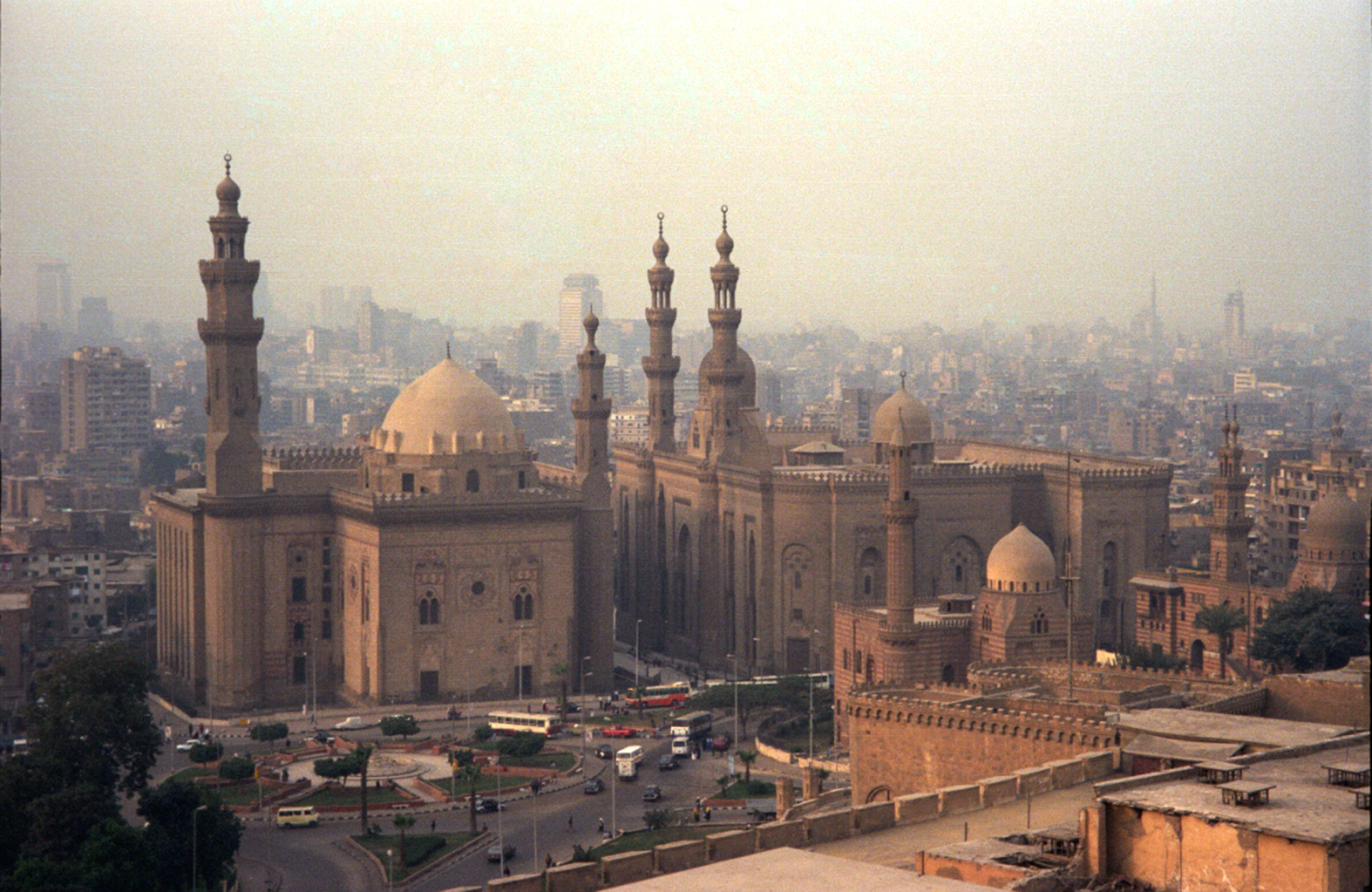
Каїр — погляд із цитаделі

Єгипет є переважно мусульманською країною з державною релігією — іслам. Близько 90 % з них визнають себе, як мусульмани. Майже все населення мусульман є сунніти, і існує незначна меншість шиїтів. Значна кількість єгиптян-мусульман є послідовниками суфійських вчень.
Іслам став державною релігією в Єгипті, після внесення змін до другої статті Конституції Єгипту в 1980 році, перед тим, як Єгипет був визнаний світською державою. Університет Аль-Азхар, найбільша і найважливіша сунітська організація у світі, це найстаріший ісламський інститут (заснований близько 970 року). Відповідно до конституції Єгипту, будь-яке нове законодавство має щонайменше побічно узгоджуються з ісламським правом. Основна сунітська школа Ханафі значною мірою контролюється державою, через Міністерство у справах релігій Єгипту (Wizaret Аль-Awkaf). Аль-Авкаф управляє всіма мечетями і контролює мусульманських священнослужителів. Імами проходять підготовку з фаху — імам у спеціалізованих училищах і в Аль-Азхар, міністерство й іншими кроками підтримує сунітську гілку мусульманства і навіть уповноважене давати роз'яснення за інших теологічних та побутових питань.

#### Християнство

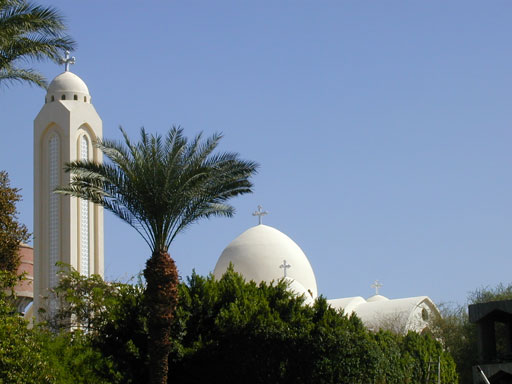
Сучасний коптський монастир

Християни, вважаються в Єгипті найбільшою релігійною меншістю, які становлять понад 10 % від всього населення. Більше 90 % єгипетських християн належить до стародавньої Коптської православної церкви Александрії. Інші єгипетські християни є послідовниками Коптської католицької церкви, Євангельської церкви Єгипту і різних інших протестантських конфесій. Немісцеві християнські громади розташовані в основному в міських районах Каїра і Олександрії.

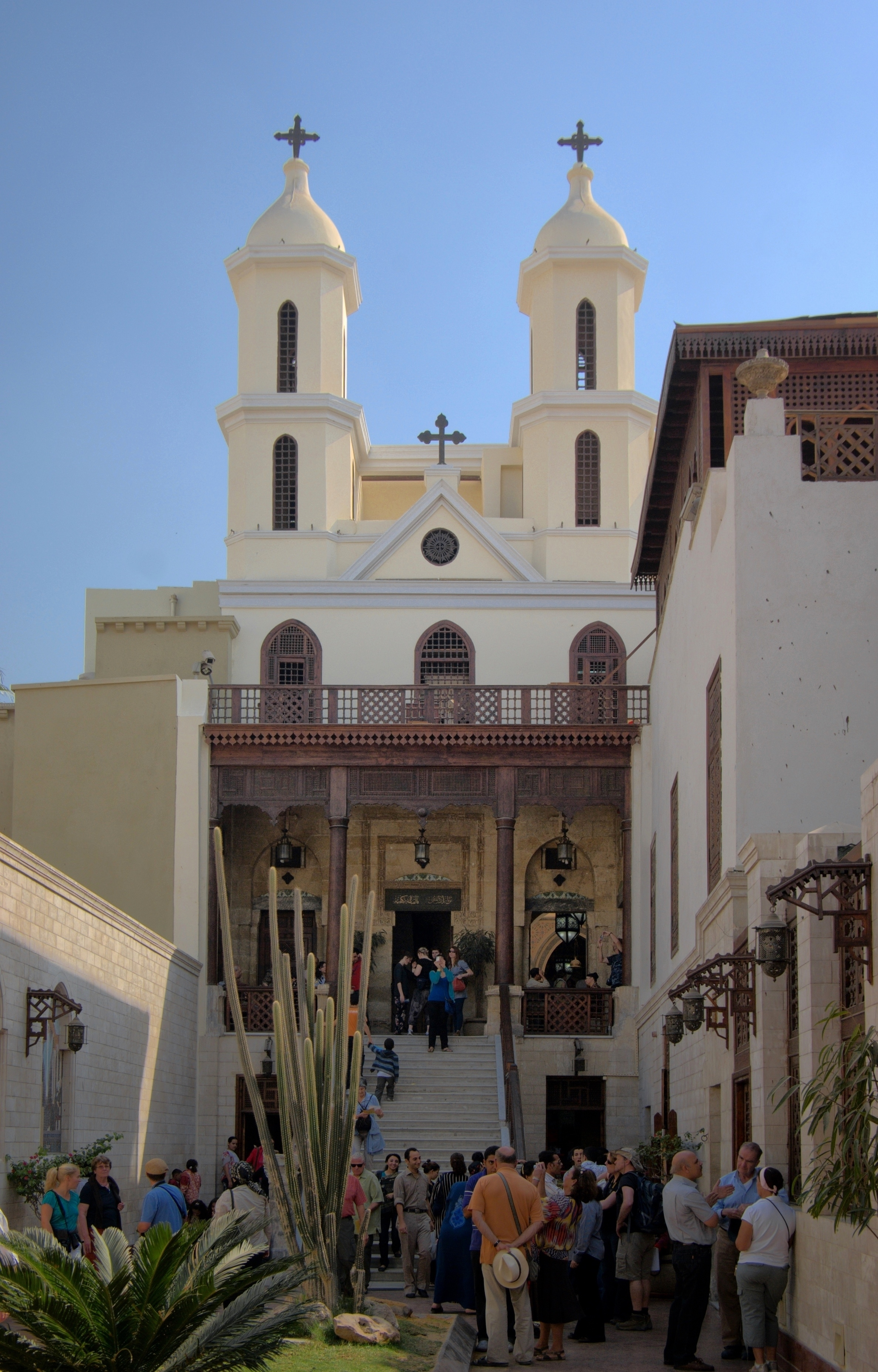
Старий Каїр, Православна церква

До значних меншин усередині християнської громади Єгипту належать такі конфесії:
- Громади Апостольської католицької церкви і православної церкви:
- Коптська Католицька Церква (Coptic Catholic Church) має близько 210 000 членів у Єгипті і приблизно 50 000 прихильниками за кордоном.
- Грецька православна церква (Greek Orthodox Church) має близько 350 000 прибічників у Єгипті, з яких приблизно 45 000 мають грецьке походження. Ця церква має ще 1,5 мільйони прихильників в Африці, а також між 10 000 і 15 000 послідовників у Європі, Північній та Південній Америці.
- Греко-католицька церква (Melkite Greek Catholic Church) має близько 7000 послідовників у Єгипті. До Єгипетської Єпархії належать православні в Європі, Північній і Південній Америці та Австралії числом більше 60 000.
- Вірменська апостольська церква (східна православна церква) (Armenian Apostolic Church) має близько 7000 прибічників у Єгипті.
- Римсько-католицька церква (Roman Catholic Church) має близько 7000 прибічників у Єгипті. Більшість із них є громадяни, що народилися в Єгипті, але іноземного походження: італійці, мальтійці і французи, або члени іноземного дипломатичного корпусу в Єгипті.
- Єпископальна церква в Єрусалимі та на Близькому Сході (Episcopal Church in Jerusalem and the Middle East) ця протестантська церква відома в Єгипті, як англіканська церква і має між 10 000 і 15 000 членів.
- Маронітська церква (Maronite Church) має близько 5000 прибічників у Єгипті.
- Ще кілька християнських церков мають близько 1000 прибічників: Вірменська Католицька Церква (Armenian Catholic Church), Халдейська католицька церква (Chaldean Catholic Church), Сирійська католицька церква (Syriac Catholic Church), Сирійська Православна Церква (Syriac Orthodox Church).

### Охорона здоров'я
Очікувана середня тривалість життя в 2006 році становила 71,3 року: для чоловіків — 68,8 року, для жінок — 73,9 року. Смертність немовлят до 1 року становила 31,3 ‰ (станом на 2006 рік). Населення забезпечене місцями в стаціонарах лікарень на рівні 1 ліжко-місце на 504 жителя; лікарями — 1 лікар на 1,3 тис. жителів (станом на 1995 рік). Витрати на охорону здоров'я в 1990 році склали 2,6 % від ВВП країни.

### Водопостачання та санітарія
У секторі водопостачання та санітарії Єгипет стикається з низкою проблем, причиною яких є швидке зростання населення, через що Єгипет попав у 2005 році до списку країн, що потерпають від нестачі води. У 1993 році 41 % населення було забезпечено питною водою. Багато об'єктів водно-санітарної інфраструктури були побудовані в останні десятиліття, які привели до того, що майже кожен єгиптянин має доступ до джерел води, хоча відносно якості води, тут ще багато проблем. До того ж, каналізаційна мережа не встигає за ростом населення, так, що тільки близько однієї третини населення мають доступ до системи каналізації. Згідно з попереднім і виникає нагальна проблема, яка частково є результатом низького забезпечення норм санітарії та якості води, через що близько 17 000 дітей Єгипту щорічно вмирають від наслідків діарейних захворювань.
У 2004 році загальна встановлена потреба в питній воді була 21 млн кубометрів на добу. У середньому, ця цифра може означати, що кожен єгиптянин отримав 275 літрів на душу населення в день. Однак ця цифра не є остаточною, оскільки вона не включає втрати води викликане витоком, через низьку ефективність експлуатації. Окрім того, сама потреба у воді не рівномірно розподілена, так у Верхньому Єгипті це 70 літрів на душу населення в день, а 330 літрів у Каїрі.
Але ключовою проблемою для єгиптян є Ніл — основне джерело питної води для більшості мешканців країни. Нільська вода часто нижче мінімальних стандартів якості. Однією з основних причин того є те, що лише 36,1 % населення підключено до каналізаційної мережі. Таким чином, велика кількість необроблених стічних вод попадає до Нілу. Кількість води, яка викидається в Ніл 3,8 млрд м³ на рік, з яких тільки 35 % обробляється належним чином.

### Освіта
Рівень письменності в 2003 році становив 57,7 %: 68,3 % серед чоловіків, 46,9 % серед жінок.
У країні запроваджена 8-річна обов'язкова освіта. Кількість студентів: 1700 на 100 тис. осіб.
Витрати на освіту в 1995 році склали 6,7 % від ВВП.

### Інтернет
У 2001 році всесвітньою мережею Інтернет у Єгипті користувались 200 тис. осіб, а у 2010 році вже 6 млн єгиптян щодня перебувають онлайн. Блогери дали про себе знати, доволі серйозно, деякі з них стали потужною інформаційною силою політичної опозиції в країні, на що зразу відреагувало чинне керівництво країни. Тому організація Репортери без кордонів, що контролює Свободу слова в ЗМІ, включила в 2006 році Єгипет у свій список, у категорії «Вороги Інтернету» у зв'язку з арештами блогерів під час про-демократичних демонстрацій.

## Культура

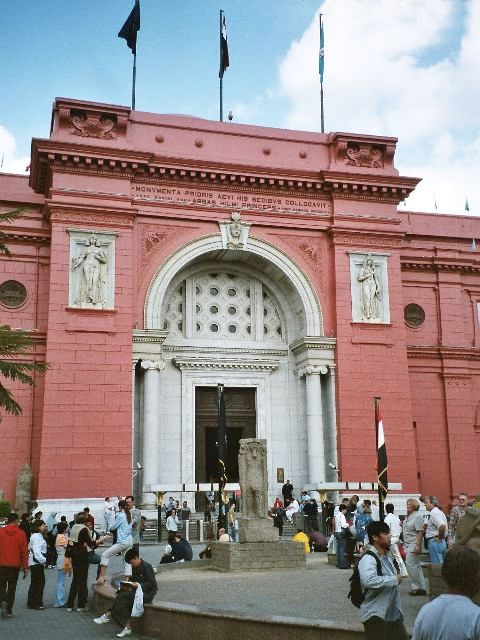
Каїрський музей є найбільшим у світі сховищем предметів давньоєгипетського мистецтва

### Писемність
У Стародавньому Єгипті впродовж його довгої історії існували кілька різних систем письма, які використовувалися в різних цілях: демотичне, ієратичне та ієрогліфічне письмо. Перші ієрогліфи були схематичними зображеннями тварин або предметів, які з часом перетворилися на фонетичні знаки. Кількість ієрогліфічних знаків зростала з часом, і в пізній елліністичний період їх нараховувалося близько 5 тисяч.
Ієрогліфічним письмом у Єгипті користувалися приблизно з XXX по XVIII століття до н. е., після чого писемність перейшла до простіших позначень — ієратичного письма (XIII — II ст. до н. е.). Потім єгипетське письмо стало ще більш удосконаленим — демотичним, у якому кожен із символів щось означав. Наприклад овал та три дерева над ним означали повінь, видозмінене зображення хижака означало якусь небезпеку.

### Побут та традиції Єгипту
Сім'я — центр суспільного життя в Єгипті. Традиційно кілька поколінь проживали спільно в рамках однієї сім'ї, однак протягом останніх десятиліть посилюється тенденція до роздільного проживання малих сімей. Разом із тим у великих родинах зберігаються тісні зв'язки між усіма її членами. Велика сім'я виконує цілий ряд важливих суспільних функцій. Так, вона часто виступає в ролі своєрідного бюро з пошуку робочих місць для селян, що переїхали до міста, або ж є джерелом матеріальної підтримки нужденних або недієздатних родичів, на яких не поширюється державна програма соціального забезпечення.
Зазвичай у єгипетських сім'ях багато дітей. Як правило, сільські діти з раннього віку починають допомагати батькам у польових роботах, тому багатодітні сім'ї вважаються в економічному плані благополучнішими. Досі єгиптяни більше радіють народженню хлопчиків. Більшість єгиптян зберігають прихильність консервативним суспільним нормам поведінки. Ніде, крім університетських кампусів, не заохочується спілкування неодружених чоловіків і неодружених жінок.
У 1980-ті — на початку 1990-х років особливої популярності стали набувати ісламістські рухи. Їх упор на особисте благочестя і побожність, скромність, дотримання принципів ісламської етики у справах і критика матеріалістичних західних цінностей здобули повагу серед усіх верств суспільства. Ісламістські благодійні організації надають безкоштовну медичну допомогу, підтримують громадський порядок у міських нетрях та створюють відчуття спільності у багатьох безробітних і незадоволених владою молодих єгиптян. Безпосередню участь ісламістів у повсякденному житті людей сприяє створенню привабливої альтернативної моделі співпереживання і готовності допомогти.

### Образотворче мистецтво
Завдяки вірі єгиптян у життя після смерті, у них розвивалося образотворче мистецтво. Єгиптяни вірили, що окрім тілесної оболонки та душі, кожна людина має «ка» (можливо, життєва енергія, або свідомість людини, або і те і інше). Щоб це не було, але «ка» повинно було повернутися в тіло і розпочати нове життя. Але як може «ка» після довгої мандрівки знайти свою тілесну оболонку? Єгиптяни розв'язали цю проблему. Біля гробниць ставили статуетки або скульптури із зображенням людини, яка померла. Ці образи повинні якнайбільше бути схожими на померлого, бо інакше «ка» не знайде своє тіло.
Найчастіше малювали на стінах гробниць та храмів. Також малювали на глиняних посудинах, горщиках тощо. Найчастіше на давньоєгипетських зображеннях ми бачимо фараонів — верховних правителів країни. За давньоєгипетськими віруваннями фараона вважали сином бога сонця РА, земним втіленням бога Гора та спадкоємцем Осіріса. Тому самоправство фараона ніким не осуджувалося. Найбільших успіхів єгиптяни досягли у створенні портретних скульптур із каменю і дерева.

### Одяг
Традиційний чоловічий одяг селян (фелахів) — довга, до п'ят, сорочка з бавовняної тканини синього або білого кольору (галабея), яка одягається поверх коротких штанів. Головний убір — фетровий ярмулка (лебда). Жіночий одяг складається з довгої чорної сукні з вільними рукавами і чорної хустки на голові, яким прикривають нижню частину обличчя при зустрічі на вулиці із чоловіками. Люди, одягнені в традиційний одяг, зустрічаються і в міських кварталах, де проживає біднота. Мешканці Каїра, освічені представники середнього і вищого класу говорять англійською або французькою мовою, носять європейський одяг і надають перевагу європейським та американським кінофільмам, музиці, мистецтву й літературі.

### Музика й танці
Музична культура Єгипту налічує понад 5 тисячоліть. Але записи єгипетської музики не були виявлені. Джерелом свідчень про неї є археологічні пам'ятки, а саме: були знайдені дугоподібна арфа, поздовжня флейта, систр (металеве брязкальце). Найчастіше музика була одноголосною, синкретичною, тісно пов'язаною з танцем, пантомімою, драматичними виставами тощо. Згодом виникли три напрями в музиці Єгипту. Релігійно-культова, придворна та народна музика. Удосконалювались форми виконання. Утворювались ансамблі та зародилася так звана хейрономія — рання форма керування хором за допомогою жестів та міміки. У процесі подальшого розвитку виникла ліра, кутова арфа, подвійний гобой, дерев'яні і бронзові сурми, різноманітні барабани, та що дуже важливо — пневматичний та гідравлічний органи. Це одні з найкращих винаходів єгиптян. Після завоювання Єгипту Римом, знання і технологія поширились у Римській імперії. Зокрема єгипетський орган став попередником європейського органу. Також розвивалися примітивні форми багатоголосся, створювались невеликі хори.

### Кухня
Єгиптяни зберігають традиції національної кухні, і вона є однією з найбільш вишуканих на арабському сході. До неї входять злаки (пшениця, ячмінь, кукурудза, рис), бобові (боби, горох, сочевиця…), овочі, зелень, цибуля, часник, фрукти, молочні продукти, рідше — м'ясо і риба. У Єгипті процвітає культ кави та чаю.
Як у селах, так і в містах основу харчового раціону становлять плоскі коржі з пшеничного, кукурудзяного або вівсяного борошна та каші. Популярні фуль і таамія (страви з варених або смажених бобових), кошрі (варена сочевиця в суміші з рисом). М'ясо їдять у свята і в базарні дні (2—4 рази на місяць), трохи частіше — птицю (курей, голубів, гусей). З молочних продуктів споживають козяче і буйволяче молоко, рідше — коров'яче (звичайно кисле), сир, солоний сир. У містах широко практикується європейська, найчастіше французька, кухня.

### Свята
Єгипет славиться багатьма фестивалями і релігійними карнавалами, відомий також як мавлід (Mawlid). Як правило, вони пов'язані з конкретними коптськими чи суфійськими святими, але часто їх святкують всі єгиптяни, незалежно від віросповідання чи релігії. Рамадан має особливий шарм у Єгипті, відзначається з веселощами, наїдками, запаленими повсюдно ліхтарями (відомими як фаванес (fawanees)) і багато інших принад мусульманського світу, які заманюють туристів до цього регіону, і ті стікаються до Єгипту зі всього світу, щоб побувати тут під час Рамадану і стати свідком тих видовищ. Другий по видовищності є стародавній коптський фестиваль весни — Шам ель Нессім (Sham el-Nessim), що відзначався єгиптянами вже тисячі років, як правило, це дійство відбувається в період святкування стародавнього єгипетського нового року (між місяцями — квітнем і травнем, після Великодньої неділі).
В Єгипті є загальнонаціональні свята, які відзначаються всім без винятку населенням.
Оскільки тут іслам — це державна релігія, то ісламські свята відзначаються усіма єгиптянами. Свята християнські не є загальнонаціональними (крім православного Різдва), але при цьому в Єгипті не забороняють їх святкувати. Офіційними, тобто встановленими місцевим законодавством святами, які відзначаються в усій країні, є або національні світські свята, або важливі релігійні:
- 7 січня — Різдво.
- 25 квітня — День звільнення Синаю (звільнення Синайського півострова в Жовтневій війні 1973 р.).
- 1 травня — День праці.
- 23 липня — День революції (річниця революції 1952 р.).
- 6 жовтня — День збройних сил (форсування Суецького каналу єгипетськими військами в Війні Судного дня).

Є кілька загальнонаціональних свят у яких дата нефіксована. Щороку їх святкують у різні дати, відповідно до коптським та ісламським календарями: Шам Ель Нессім — вважається найпопулярнішим у Єгипті святом. Його люблять як мусульмани, так і копти. Святкується в перший понеділок після Великодня. У такий день всі сім'ї виїжджають на природу; Мусульманський Новий рік — Новий рік за ісламським місячним календарем; Мавлід — Різдво пророка Мухаммеда; Ід аль-Фітр — Свято розговіння на честь закінчення посту в місяць рамадан. Триває 3 дня; Ід аль-Адха — Свято жертвопринесення після закінчення хаджу. Триває 4 дні.
Ті свята, які широко відзначаються, навіть попри те, що урядові установи працюють у звичайному режимі:
- 1 січня — Новий рік за григоріанським календарем.
- 1 березня — День спортсменів.
- 21 березня — День матері.
- 18 червня — Ід аль-Гала — річниця виведення з Єгипту британських окупаційних військ.
- 15 серпня — Розлив Нілу (Вафа ан-Ніл).
- 21 жовтня — День ВМФ Єгипту.
- 24 жовтня — Взяття єгипетською армією Суеца в 1973 р.
- 23 грудня — День Перемоги (узяття єгипетською армією Порт-Саїда в 1956 р.).

Кожне свято в Єгипті — це чудовий привід для загального сімейного збору.

### Засоби масової інформації
Єгипет є однією з основних регіональних медіа-центрів в Африці та Близькому Сході. Його преса є однією з найбільш впливових і широко читається по всьому арабському світові, а єгипетська теле- і кіноіндустрія постачає більшу частину своєї продукції арабською мовою і надзвичайно популярна у більшості мусульман світу. Хоча критика в ЗМІ на адресу уряду є звичайною справою, але закони про друк, які визначають терміни тюремного ув'язнення за наклеп на президента, державні установи та глав іноземних держав залишаються в силі, чим деколи й користуються провладні структури.

Індекс свободи преси 2023
Гарна ситуація
Задовільна ситуація
Помітні проблеми
Складна ситуація
Дуже серйозна ситуація
Не класифіковано / Немає даних

Є два державних національних телеканали і шість регіональних каналів, але багато єгиптян є ще глядачами, своєю чергою, панарабських новинних каналів. Єгипет має великі потужності в супутниковому телебаченні, його супутникові канали популярні у всьому арабомовному світі. Єгипет став першою арабською країною, яка має свій власний супутник «Нілсат 101» (Nilesat 101). Існують й приватні канали супутникового телебачення — (Dream 1), (Dream 2) і (Аль-Mihwar). Державна радіо монополія була порушена з приходом приватних, комерційних музичних станцій у 2003 році.
Відомі друковані засоби Єгипту:
- Al-Ahram — Аль-Ахрам — державна щоденна газета, найстаріша в арабському світі.
- Al-Ahram Weekly — Аль-Ахрам Віклі — англійською мовою.
- Al-Jumhuriyah — Аль-Джумхурія — державна щоденна газета.
- Al-Akhbar — Аль-Акбар — щоденна державна газета.
- Al-Ahali — Аль-Ахалі — опозиція видання.
- Al-Wafd — Аль-Вафд — опозиційне видання.
- Al-Messa — Аль-Мессе — проурядове видання.
- Middle East Times — Мідл Іст таймс — англійською мовою щотижневик.

Найпопулярніші канали телебачення і радіо Єгипту:
- Egypt Radio Television Union (ERTU) — Єгипетське радіо і телебачення об'єднане (ЕСРТ) — державний канал, який працює у внутрішній і супутникових мережах, у тому числі «Nile TV Internationa» l і «Nile TV тематичні канали».
- Dream TV — приватна супутникова мережа, де канал «Dream 1» розрахований на молодих глядачів, а «Dream 2» — розважальний канал
- Al-Mihwar — приватний телевізійний канал, працює виключно, як супутниковий
- Egypt Radio Television Union (ERTU) — Єгипетське радіо і телебачення Союзу (ЕСРТ) — державна радіо мережа, що володіє вісьмома національними мережевими радіоканалами і надає послуги й по зовнішнім радіоканалам — Радіо Каїру і Голос Арабів.
- Nile FM — Ніл FM — приватна музична станція (західної популярної музики), Nogoum FM — приватна музична станція (арабської популярної музики).
- Middle East News Agency (MENA) — Близькосхідне інформаційне агентство — «МЕНА» (державне).

### Спорт
Єгипетська національна гандбольна команда також досягла значних успіхів; протягом 34 розіграшів Чемпіонату Африканських Націй із гандболу, п'ять разів займала 1-ше місце (у тому числі 2008 році), п'ять разів посідала другу сходинку, чотири — були третіми. Крім того, згодом, до цієї команди прийшли успіхи й на світовій арені, єгипетські гандболісти займали 6 і 7 місця у 1995 і в 1997 роках на Чемпіонаті світу з гандболу (серед чоловіків), і двічі виборювала 6-те місце уже на гандбольному турнірі Олімпійських ігор 1996 та 2000 років.
Всі інші види спорту розвиваються в Єгипті менш успішно, особливо це стосується жіночих видів, де жінки не є дуже активні (як зрештою і в самому єгипетському суспільстві). Хоча це не заважає поодиноким єгипетським спортсменам та олімпійцям добиватися значних успіхів у своїх видах спорту. Сам Національний олімпійський комітет Єгипту (який із самих початків координував спортивний рух у країні) було створено в 1910 році, а вже з 1912 року єгипетські спортсмени постійно брали участь (хоч і в незначній кількості) на різних світових форумах, і особливо, на Олімпійських іграх, де завоювали в цілому 24 медалі. Хоча за весь час участі в олімпіадах єгипетські спортсмени завоювали 24 медалі різного ґатунку, лише 7 з них золоті (6 здобуті були в період до липневої революції). Усі призери Олімпіад стали дуже популярними особами як у Єгипті, так й в арабському світі.

#### Футбол
Футбол є найпопулярнішим національним видом спорту в Єгипті. Єгипетські футбольні клуби «Аль-Ахлі» (Al Ahly), «Ель Замалек» (El Zamalek), «Ісмайлі» (Ismaily), «Ель-Іттіхад» (El-Ittihad), «Ель-Іскандер» (El-Iskandary) і «Ель-Масрі» (El Masry), є найпопулярнішими командами в країні та регіоні і мають високу репутацію у своєму чемпіонаті. Їхнє суперництво тримає в напрузі вболівальників, а згодом вони всі вихлюпуються на вулиці своїх міст, святкуючи (а подеколи й вчиняючи вуличні маніфестації), коли їхня улюблена команда перемагає (або ж програє). Каїрське дербі є одним із найжорстокіших дербі в Африці й світі, агентство «BBC» навіть вибрало його, як одне з найжорсткіших дербі у світі. Єгипет має багату футбольну історію — вже більше 100 років (відколи англійські колоністи культивували футбол на їх території). Національна збірна команда Єгипту з футболу є найтитулованішою африканською футбольною командою — в африканських чемпіонатах (Кубок африканських націй) команда шість разів вигравала, у тому числі двічі поспіль у 1957 і 1959 роках і знову в 2006 і 2008 роках.
Сквош і теніс також здобули популярність у Єгипті, як і інші види спорту в Єгипті. Єгипетська команда зі сквошу була відомою своєю впертою та непоступливою грою на міжнародних змаганнях ще з 1930 років. Амр Шабана (Amr Shabana) є найкращим гравцем у Єгипті, і переможець відкритого чемпіонату світу (чотири рази), і став найкращим гравцем у сквош 2006 року.

#### Населення
Населення Єгипту стабільно збільшується та має дуже високу народжуваність. Станом на 1 липня 2020 року населення Єгипту становить 102 333 440 та посідає 14-те місце та 3 в Африці за кількістю населення.

### Урядові
- Egypt's Government Services Portal [Архівовано 20 березня 2006 у Wayback Machine.]
- Egypt Information Portal
- Egypt Information and Decision Support Center
- Egypt State Information Services [Архівовано 30 квітня 2008 у Wayback Machine.]
- Chief of State and Cabinet Members

### Загальні
- Country Profile [Архівовано 28 липня 2011 у Wayback Machine.] from the BBC News
- Egypt at UCB Libraries GovPubs
- Egypt Maps — Perry-Castañeda Map Collection [Архівовано 16 січня 2020 у Wayback Machine.]

### Інші інформаційні
- Leonard William King, History of Egypt, Chald, Syria, Babylonia, and Assyria in the Light of Recent Discovery, Project Gutenberg [Архівовано 24 вересня 2009 у Wayback Machine.].
- Egyptian History (urdu) [Архівовано 23 травня 2018 у Wayback Machine.]
- By Nile and Tigris [Архівовано 21 листопада 2008 у Wayback Machine.], a narrative of journeys in Egypt and Mesopotamia on behalf of the British museum between the years 1886 and 1913, by Sir E. A. Wallis Budge, 1920 (a searchable facsimile at the University of Georgia Libraries; DjVu &layered PDF [Архівовано 21 листопада 2008 у Wayback Machine.] format)
- Napoleon on the Nile: Soldiers, Artists, and the Rediscovery of Egypt.